# Mathieu van der Poel
Mathieu van der Poel (Kapellen, 19 januari 1995) is een in België geboren Nederlandse veldrijder, wegwielrenner, mountainbiker en gravelfietser die uitkomt voor de Belgische wielerploeg Alpecin-Deceuninck. Verspreid over de vier genoemde disciplines behaalde hij meer dan 250 overwinningen.
Hij kroonde zich in 2015 in Tábor tot de jongste wereldkampioen veldrijden aller tijden en veroverde ook in 2019, 2020, 2021, 2023, 2024 en 2025 de regenboogtrui. In 2023 voegde hij daar de wereldtitel op de weg in Glasgow aan toe en in 2024 volgde ook de wereldtitel gravel in Leuven. Daarnaast werd hij drie keer Europees kampioen veldrijden, zes keer Nederlands kampioen veldrijden, twee keer Nederlands kampioen op de weg, één keer Europees kampioen mountainbiken en één keer Nederlands kampioen mountainbiken.
Op de weg won hij klassiekers als Milaan-San Remo tweemaal, de Ronde van Vlaanderen driemaal, Parijs-Roubaix driemaal, de Amstel Gold Race, de Strade Bianche, de E3 Saxo Classic tweemaal, Dwars door Vlaanderen tweemaal en de Brabantse Pijl. In de Ronde van Frankrijk behaalde hij twee etappezeges en droeg hij tien dagen de gele leiderstrui. Ook in de Ronde van Italië schreef hij een etappe op zijn naam en droeg hij drie dagen de roze leiderstrui.

## Carrière

### Veldrijden

#### Jeugd
Als zoon van de voormalige wielrenner Adrie van der Poel en kleinzoon van de Franse renner Raymond Poulidor zit het wielrennen bij Mathieu en zijn broer David van der Poel als het ware in de genen. De jonge Mathieu van der Poel begon echter met voetballen. Hij mocht zelfs even stage lopen bij Willem II en zat geregeld bij de selectie van de provincie Antwerpen. Later koos hij toch voor de wielersport.
Zijn eerste seizoen bij de nieuwelingen was het veldritseizoen 2009–2010. Hij won toen al enkele lokale veldritten en was favoriet voor de Nederlandse titel. Deze wedstrijd werd begin 2010 te Heerlen beslist. Hij moest er net zijn meerdere erkennen in de 1 jaar oudere titelverdediger Erik Kramer en werd uiteindelijk tweede op 15 seconden.
In de daaropvolgende winter van 2010–2011 leverde hij een unieke prestatie, namelijk 28 keer winst uit 28 deelnames in een veldrit. Het hoogtepunt was het behalen van de nationale titel in het Brabantse Sint-Michielsgestel.
Vanaf het veldritseizoen 2011–2012 kwam Van der Poel uit bij de junioren. Hij miste zijn debuut niet en won alle grote wedstrijden, waaronder het Europees kampioenschap te Lucca en het Nederlands kampioenschap, telkens met een grote voorsprong. Een van de weinige wedstrijden die hij niet won, was de Superprestigemanche in Ruddervoorde. Daar moest hij de zege aan Wout van Aert laten en eindigde hij als derde. Aan het einde van het seizoen had hij zich al verzekerd van de eindzege in de Wereldbeker en de Superprestige. Enkel het wereldkampioenschap in het Belgische Koksijde was nog een doel. Hij startte er logischerwijs als de grote favoriet, maar kreeg in de eerste ronde af te rekenen met maagkrampen. Toch slaagde hij er in de tweede ronde in een kleine kloof te slaan en zijn concurrenten uiteindelijk 8 seconden voor te blijven. De Belg Wout van Aert en de Fransman Quentin Jauregui flankeerden hem op het podium.

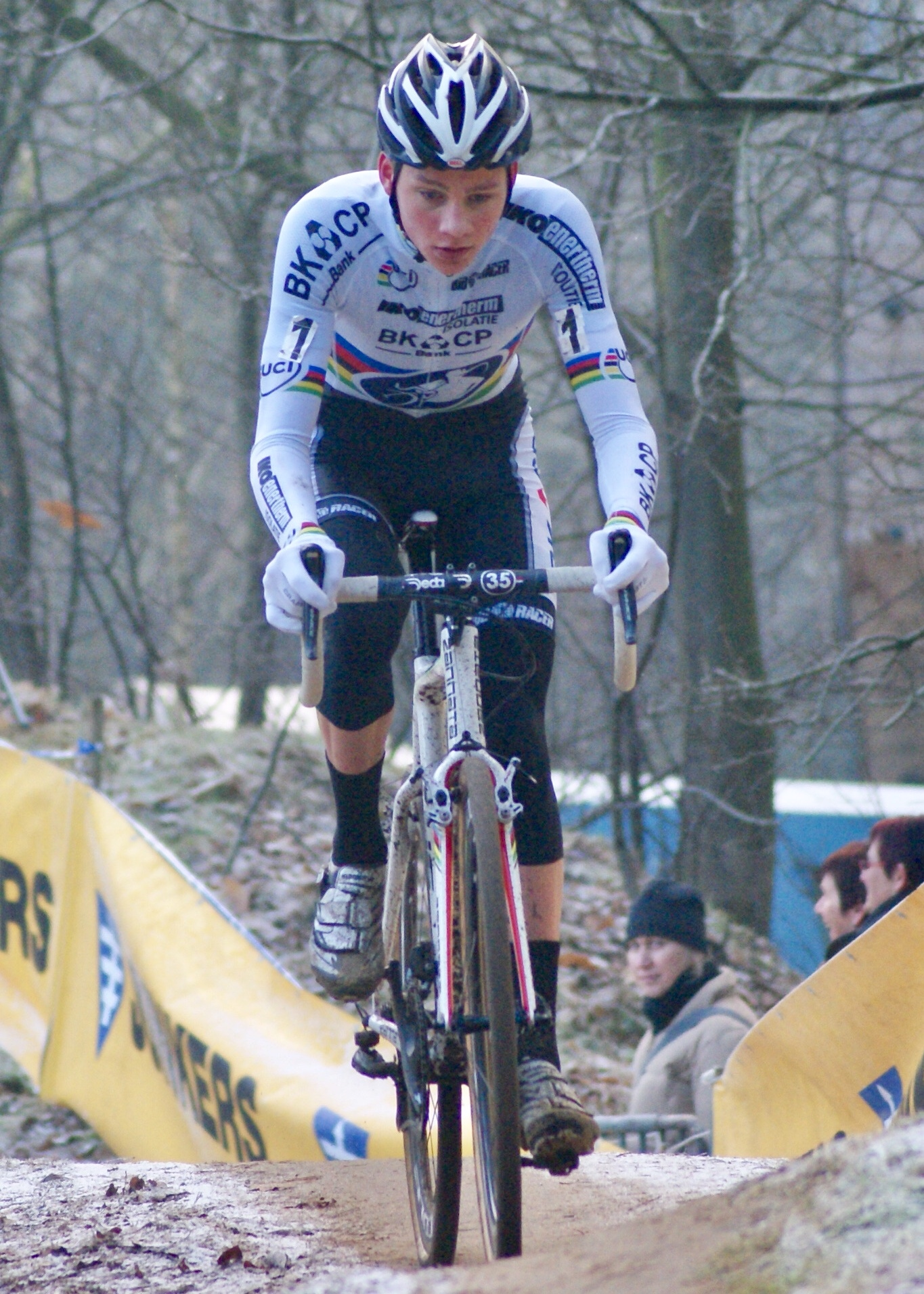
Van der Poel op weg naar een ongeslagen veldritseizoen tijdens de Krawatencross voor junioren in 2013

Tijdens het seizoen 2012–2013 kon hij zijn dominantie van het voorgaande jaar voortzetten. Hij reed dat seizoen 30 wedstrijden en won ze alle 30. Hij won het EK, het NK en het WK. Tijdens dat WK trok hij al van bij de start door en liet onmiddellijk de concurrentie achter zich. Zijn landgenoot Martijn Budding werd op bijna een minuut tweede. Net als het voorgaande jaar won hij het eindklassement van de Wereldbeker en de Superprestige.
Vanaf het veldritseizoen 2013–2014 kwam Van der Poel uit bij de beloften. Hij wist zijn eerste wedstrijd meteen te winnen op het zware parcours in Ronse. In de daaropvolgende maanden domineerde hij samen met Wout van Aert en Michael Vanthourenhout het seizoensbegin. Zijn eerste grote kampioenschap bij de beloften was het EK, waar hij pas in de slotfase moest buigen voor Vanthourenhout. Dankzij deze goede prestaties werd hij vanaf 1 januari 2014 profrenner bij BKCP-Powerplus, de ploeg van Niels Albert. Begin januari behaalde hij te Gasselte de nationale beloftentitel, door zijn broer David achter zich te houden. Voor het WK, dat twee weken later in eigen land plaatsvond, was hij ook topfavoriet. Na een gemiste start kwam hij echter nooit in de wedstrijd voor en eindigde hij uiteindelijk nipt als derde. Wel wist hij dat seizoen zowel het eindklassement van de Wereldbeker als dat van de Superprestige op zijn naam te schrijven bij de beloften.
In het seizoen 2014–2015 zou Van der Poel vaak bij de elite opduiken. Hij reed de complete Superprestige en ook een deel van de Bpost bank trofee. Enkel de Wereldbekermanches van Valkenburg, Namen en Heusden-Zolder reed hij bij de beloften. Omdat hij dat jaar het WK ook bij de profs reed, verviel zijn beloftestatuut, hoewel hij daar eigenlijk nog twee seizoenen recht op had.

#### Begin bij de elite
Vanaf het veldritseizoen 2013–2014 reed Van der Poel bij de beloften, waardoor hij ook sommige kleinere wedstrijden tussen de profs mocht afwerken. De eerste keer was dat tijdens de Scheldecross. Hij maakte er indruk door meteen tweede te worden op amper 5 seconden van Niels Albert. Enkele weken later deed hij dit opnieuw in de Grote Prijs De Ster, waar hij in de spurt nipt geklopt werd door diezelfde Albert. Op 16 februari behaalde hij in Heerlen zijn eerste zege bij de profs, door er Thijs van Amerongen en Rob Peeters te verslaan.
De winter van 2014–2015 begon voor Van der Poel tijdens de Superprestige van Gieten, en dit tussen de profs. Nadat hij een lange strijd uitvocht met landgenoot Lars van der Haar, wist hij er zijn eerste grote wedstrijd bij de elite binnen te halen. In de daaropvolgende weken presteerde Van der Poel zeer constant en stond hij verschillende malen op het podium. Op zijn tweede overwinning moest hij echter wachten tot midden december. Tijdens de Scheldecross reed hij halverwege de wedstrijd weg en won hij met overmacht. In januari werd hij in Veldhoven meteen Nederlands kampioen bij de profs, met ruime voorsprong op zijn broer David. Begin februari won hij ook het WK in het Tsjechische Tábor, voor Wout van Aert en Lars van der Haar. Met zijn 20 jaar en 13 dagen werd hij de jongste wereldkampioen ooit, enkele maanden jonger dan Erik De Vlaeminck, die in 1966 won. Twee weken later schreef hij, dankzij een tweede plek in Middelkerke, het eindklassement van de Superprestige op zijn naam. Dit met slechts één punt meer dan Kevin Pauwels. Aan het einde van het seizoen werd Van der Poel verkozen tot Koning Winter.

#### 2015–2016
In de zomer van 2015 kwam Van der Poel ten val tijdens de vierde etappe van de Ronde van de Toekomst. Hij hield er een knieblessure aan over en miste daardoor het eerste deel van het seizoen 2015–2016. Uiteindelijk maakte hij eind november zijn comeback met een derde plek in de Duinencross. Twee weken later boekte hij in Overijse zijn eerste seizoenszege. Een maand later won hij voor de tweede maal op rij het NK, ditmaal in het Overijsselse Hellendoorn. In de aanloop naar deze wedstrijd had hij ook al zeges behaald in Namen, Heusden-Zolder en Diegem. Op het wereldkampioenschap eindigde Van der Poel op de vijfde plaats, op 47 seconden van winnaar Wout van Aert.

#### 2016–2017
Tijdens de zomer van 2016 moest Van der Poel opnieuw geopereerd worden aan zijn knieën. Hierdoor moest hij ook de eerste wedstrijden van het seizoen 2016–2017 missen. In oktober reed hij in Gieten zijn eerste wedstrijd van het seizoen. Hij wist er, na een spannend duel met Wout van Aert, meteen te winnen. Daarna won hij ook in Meulebeke, Zonhoven en Valkenburg, vooraleer hij op het Europees kampioenschap, dat gewonnen werd door Toon Aerts, zilver behaalde. In november won Van der Poel in Asper-Gavere zijn vierde opeenvolgende Superprestigemanche. Hij kon echter geen vervolg breien aan deze reeks, doordat hij in Spa-Francorchamps tweede werd.
Eind december kwam Van der Poel tijdens de Azencross in Loenhout zwaar ten val. Even werd er gevreesd voor de rest van het seizoen, maar uiteindelijk bleek de schade toch mee te vallen. Hij hield er alleen een gekneusde nek aan over. Na een week rust, won hij op het Nederlands kampioenschap in Sint-Michielsgestel zijn derde Nederlandse titel op rij. Drie weken later moest hij op het wereldkampioenschap in het Luxemburgse Belvaux, na vier lekke banden, tevreden zijn met zilver. Wout van Aert, die slechts één keer lek reed, volgde zichzelf op als wereldkampioen.
In februari behaalde Van der Poel in de slotmanche van de Superprestige in Middelkerke zijn twintigste zege van het seizoen. Dankzij deze zege won hij ook voor de tweede keer het eindklassement van de Superprestige en slaagde hij erin om zeven van de acht Superprestigemanches te winnen. Van der Poel sloot uiteindelijk zijn seizoen af met 22 zeges en werd voor de tweede keer verkozen tot Koning Winter.

#### 2017–2018
In het seizoen 2017–2018, zijn eerste volledige veldritseizoen, slaagde Van der Poel erin maar liefst 32 wedstrijden te winnen. Verder stond hij 38 keer op het podium en eindigde hij in elk van zijn 39 wedstrijden bij de eerste vier. Van der Poel won voor de derde keer het eindklassement van de Superprestige, en wist voor het eerst het eindklassement van de Wereldbeker en de DVV Verzekeringen Trofee te winnen. Hij zegevierde in zes van de acht Superprestigemanches, in zeven van de negen Wereldbekermanches en in zeven van de acht manches van de DVV Verzekeringen Trofee.
Begin november won Van der Poel in het Tsjechische Tábor het Europees kampioenschap. Hij reed er in de tweede ronde weg van zijn tegenstanders en zegevierde met 22 seconden voorsprong op landgenoot Lars van der Haar. In januari werd Van der Poel in Surhuisterveen voor de vierde keer op rij Nederlands kampioen. Een maand later moest hij op het wereldkampioenschap in het Nederlandse Valkenburg echter genoegen nemen met brons. Wout van Aert werd voor de derde keer op rij wereldkampioen en Michael Vanthourenhout sleepte het zilver in de wacht. Desondanks werd Van der Poel, omwille van zijn dominantie tijdens de rest van het seizoen, opnieuw verkozen tot Koning Winter. Ook sloot hij het seizoen af als nummer één op de UCI-ranking.

#### 2018–2019
In het seizoen 2018–2019 wist Van der Poel 32 van zijn 34 wedstrijden te winnen. Hij werd voor de tweede keer Europees kampioen, voor de vijfde keer Nederlands kampioen en voor de tweede keer wereldkampioen. Daarnaast won hij voor de vierde keer het eindklassement van de Superprestige en voor de tweede keer het eindklassement van de DVV Verzekeringen Trofee. Bovendien slaagde hij erin alle acht Superprestigemanches te winnen en daarmee de prestatie van Sven Nys in het seizoen 2006–2007 te evenaren.

#### 2019–2020

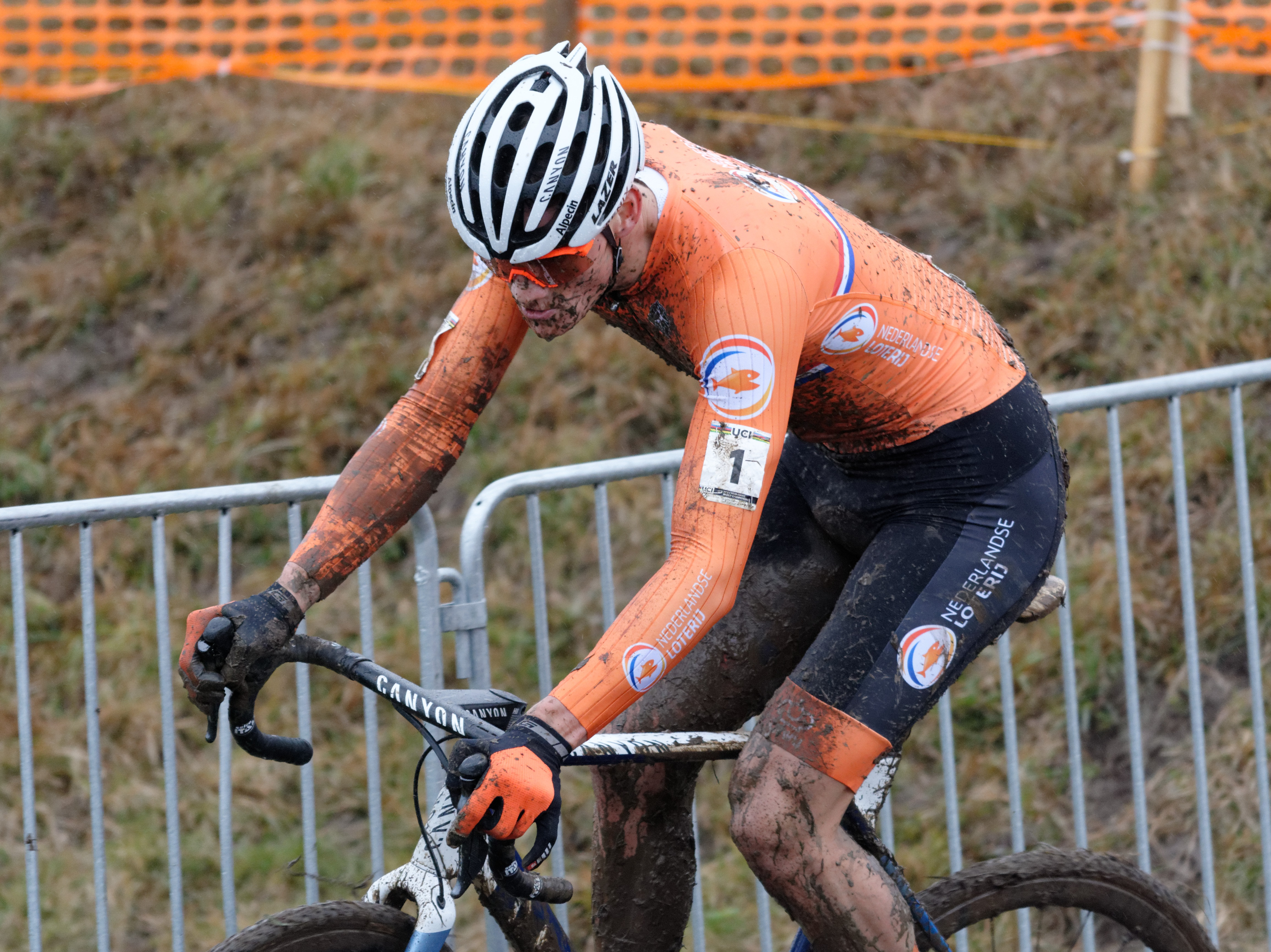
Van der Poel leidt van start tot finish op het WK veldrijden in 2020

Voor Van der Poel begon het seizoen 2019–2020 begin november met winst in de Superprestigemanche van Ruddervoorde. Een week later werd hij in het Italiaanse Silvelle voor de derde keer op rij Europees kampioen. Midden december kwam er voor Van der Poel na 35 veldritoverwinningen op rij een einde aan een indrukwekkende zegereeks. In Ronse eindigde hij derde op ruim 2 minuten van winnaar Toon Aerts. Begin januari werd Van der Poel in Rucphen voor de zesde opeenvolgende keer Nederlands kampioen. Drie weken later werd hij in het Zwitserse Dübendorf voor de derde keer wereldkampioen. Hij sloot daarmee zijn seizoen af met 24 zeges.

#### 2020–2021
Van der Poel reed midden december in Antwerpen zijn eerste wedstrijd van het seizoen 2020–2021. Hij wist er meteen te winnen, na een kort duel met Eli Iserbyt. In Asper-Gavere moest hij zijn meerdere erkennen in Tom Pidcock, waarna hij in Namen opnieuw de overwinning behaalde. Nadien volgden nog zeges in Essen, Heusden-Zolder, Bredene, Baal, Gullegem, Hulst en Hamme, alvorens hij zich eind januari in Oostende voor de vierde keer tot wereldkampioen kroonde.

#### 2021–2022
Het seizoen 2021–2022 werd grotendeels gedwarsboomd door een blessure aan de rug. Van der Poel maakte eind december nog wel zijn opwachting met een tweede plaats in de Wereldbekermanche van Dendermonde, maar moest zijn seizoen een dag later al voortijdig afsluiten na een opgave in Heusden-Zolder.

#### 2022–2023
Van der Poel opende het veldritseizoen 2022–2023 eind november met een overwinning in de Vestingcross te Hulst. Een week later won hij ook de Scheldecross, ondanks een valpartij in Boom de dag ervoor. Op tweede kerstdag behaalde hij in Asper-Gavere zijn derde zege van het seizoen. Een dag later vocht hij in Heusden-Zolder een duel uit met eeuwige rivaal Wout van Aert. Het kwam tot een sprint, maar daarin schoot Van der Poel uit zijn klikpedaal en zo moest hij genoegen nemen met de tweede plaats. Begin januari trok hij in Herentals wel weer aan het langste eind, na een lekke band van Van Aert in de slotronde.
In aanloop naar het wereldkampioenschap behaalde hij ook nog overwinningen in Benidorm en Besançon. Op het WK in Hoogerheide vocht hij een nieuwe tweestrijd uit met Van Aert, die uiteindelijk in de spurt beslecht werd. Van der Poel zette als eerste aan en sprintte overtuigend naar zijn vijfde wereldtitel.

#### 2023–2024
Het veldritseizoen 2023–2024 startte voor Van der Poel op 16 december met een overwinning in de X²O Trofee te Herentals. Daarna zette hij een zegereeks neer die pas eind januari ten einde kwam, met een vijfde plaats in Benidorm na een val in de voorlaatste ronde. Uiteindelijk won hij 13 van de 14 wedstrijden waaraan hij deelnam. Het orgelpunt was het behalen van zijn zesde wereldtitel in het Tsjechische Tábor.

#### 2024–2025
Na een rustperiode volgend op de wereldkampioenschappen gravel 2024 hervatte Van der Poel het veldritseizoen pas vlak voor Kerstmis op 22 december in de Kuil van Zonhoven, waar hij na een knalstart vanaf de derde rij wegreed van de rest en na een ronde al leidde met ruim 20 seconden. Hij won met anderhalve minuut voorsprong op de concurrentie en zette daarmee de toon voor een dominante en ongeslagen campagne. Het sluitstuk moest het wereldkampioenschap in Liévin worden, waar onverwachts ook zijn concurrent Wout van Aert aan deelnam. Van der Poel reed echter met groot gemak naar een zevende wereldtitel in het veld, wat een evenaring van het 52 jaar oude record van Erik De Vlaeminck betekende.

### Wegwielrennen

#### Jeugd
Tijdens de zomer van 2011 bewees Van der Poel ook een uitstekend wegrenner te zijn; zo slaagde hij erin het nationaal kampioenschap tijdrijden bij de nieuwelingen te winnen. Hij legde het 16,8 kilometer lange parcours te Zwartemeer af in 22 minuten en 38 seconden. Dit was 25 seconden sneller dan eerste achtervolger Tom Schaft.
In de daaropvolgende zomer van 2012 ontwikkelde hij zich door op de weg. Hij won 16 keer, waaronder het eindklassement in de Ronde des Vallées, een Franse rittenwedstrijd voor junioren. Hij werd ook geselecteerd voor het wereldkampioenschap wielrennen in eigen land. Op de Cauberg eindigde hij als negende in de groepssprint.

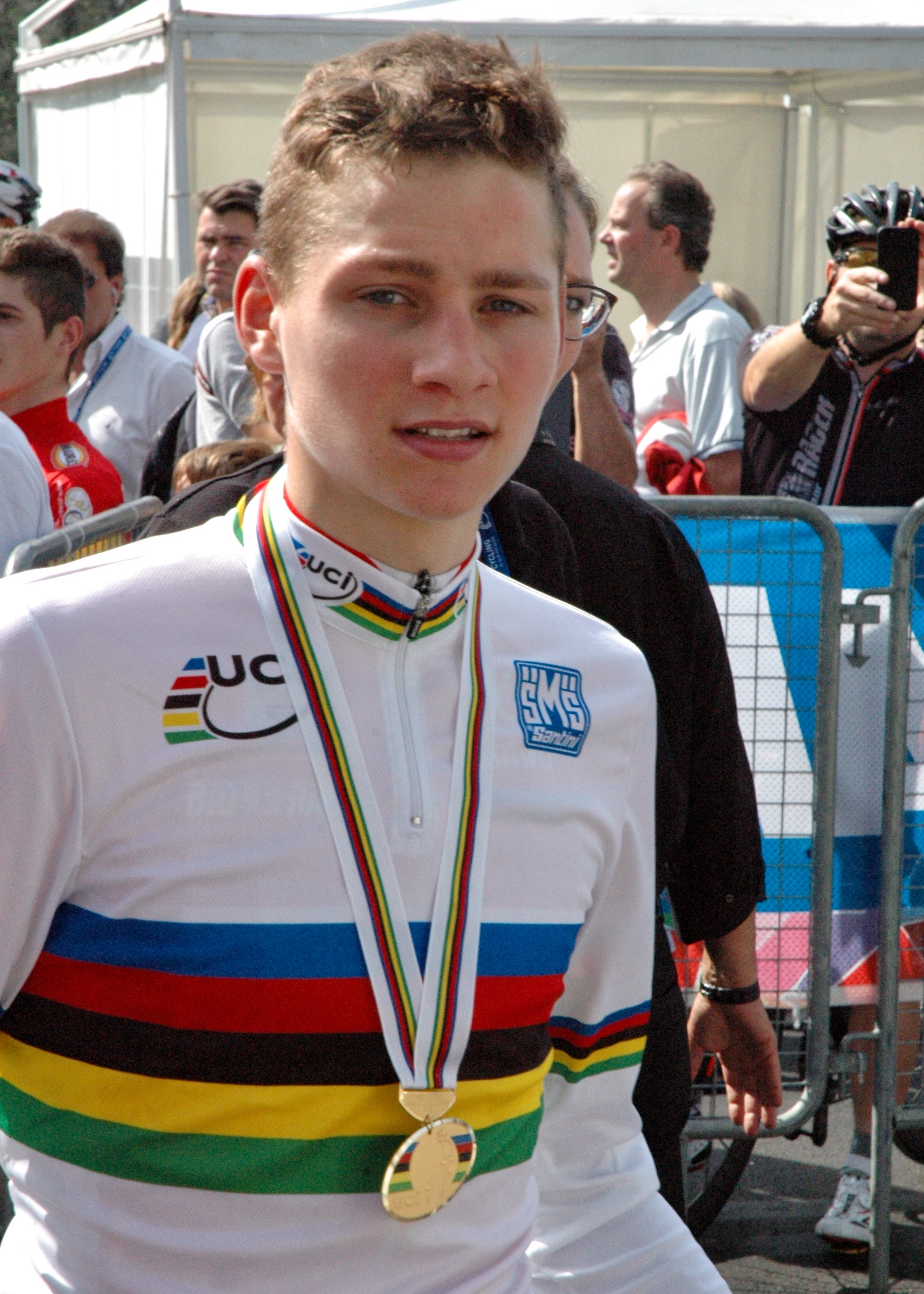
Van der Poel na het winnen van het WK op de weg voor junioren in 2013

In 2013 won hij onder andere een etappe in de Vredeskoers, het eindklassement in de Tour du Valromey en het eindklassement van de prestigieuze Trophée Centre Morbihan. Hij toonde zich ook de sterkste op het Nederlands kampioenschap wielrennen op de weg. In september was hij net als in 2012 de topfavoriet voor het wereldkampioenschap te Florence. Maar door een geblokkeerde rug werd hij pas vijftigste in de tijdrit. Aan de wegwedstrijd startte hij met grote twijfels, maar hij reed in de aanvangsfase alert vooraan in het peloton. Op de laatste beklimming van de Fiesole knalde hij iedereen uit het wiel en snelde ook de Fransman Franck Bonnamour, de koploper op dat moment, voorbij. Hij hield stand in de laatste kilometers en werd voor het eerst wereldkampioen op de weg.
Tijdens het zomerseizoen 2014 reed hij vaak elitewedstrijden op de weg. Een van zijn weinige beloftewedstrijden was het NK, waar hij ondanks zijn verwoede pogingen pas als twaalfde eindigde. Eind september reed hij ook nog het WK. Op drie ronden van het einde reageerde hij op een aanval van topfavoriet Stefan Küng. Ze werden echter teruggepakt en Van der Poel eindigde uiteindelijk tiende, op 7 seconden van winnaar Sven Erik Bystrøm.

#### Begin bij de elite
Tijdens de zomer van 2014 reed Van der Poel zijn eerste wedstrijden op de weg bij de elite. Hij behaalde meteen enkele mooie resultaten; zo werd hij in mei al zevende tijdens de Omloop der Kempen en werd hij vierde in de vierde etappe van de Ronde van België. Zijn eerste profzege op de weg liet vervolgens ook niet lang op zich wachten. Op 15 juni klopte hij in de spurt Paul Martens tijdens de Ronde van Limburg. Hierna won hij ook nog een etappe in de Ronde van Luik, een etappe in de Ronde van de Elzas, en een rit en het eindklassement in de Baltic Chain Tour.
In 2015 maakte hij opnieuw indruk, onder andere met een zesde plaats in het eindklassement van de Baloise Belgium Tour en een etappezege in de Ronde van Luik. Het seizoen werd echter wel in mineur afgesloten door een valpartij in de Ronde van de Toekomst, waardoor hij een deel van het volgende veldritseizoen moest missen.
Doordat Van der Poel in 2016 ook enkele mountainbikewedstrijden reed, focuste hij zich dat jaar minder op de weg. Wel wist hij begin juni de Sint-Elooisprijs op zijn naam te schrijven.

#### 2017
In 2017 brak Van der Poel echt door op de weg met een overwinning in de tweede etappe van de Ronde van België. Hij nam er in de sprint van een select groepje de maat van Belgisch kampioen Philippe Gilbert en veldritrivaal Wout van Aert. Een week later won hij twee etappes en het eindklassement in de Boucles de la Mayenne. Begin augustus wist hij ook nog de semiklassieker Dwars door het Hageland te winnen.

#### 2018
Doordat Van der Poel vanwege een polsblessure enkele weken niet mocht mountainbiken, reed hij in juni een aantal wedstrijden op de weg. Hij won meteen de eerste etappe in de Boucles de la Mayenne en volgde er zichzelf op als eindwinnaar. Een week later won hij voor de tweede maal de Ronde van Limburg, door in de sprint Nacer Bouhanni af te houden. Begin juli reed Van der Poel ook het Nederlands kampioenschap op de weg in Hoogerheide. Na een lange aanval die in de laatste kilometers strandde, versloeg hij er in de sprint Danny van Poppel en titelverdediger Ramon Sinkeldam en pakte hij verrassend de rood-wit-blauwe trui. In augustus werd hij tweede op het Europees kampioenschap op de weg in Glasgow, nadat hij er in de sprint geklopt werd door de Italiaan Matteo Trentin. Wout van Aert werd derde. Een week later won Van der Poel twee ritten in de Arctic Race of Norway en schreef hij ook het puntenklassement op zijn naam.

#### 2019

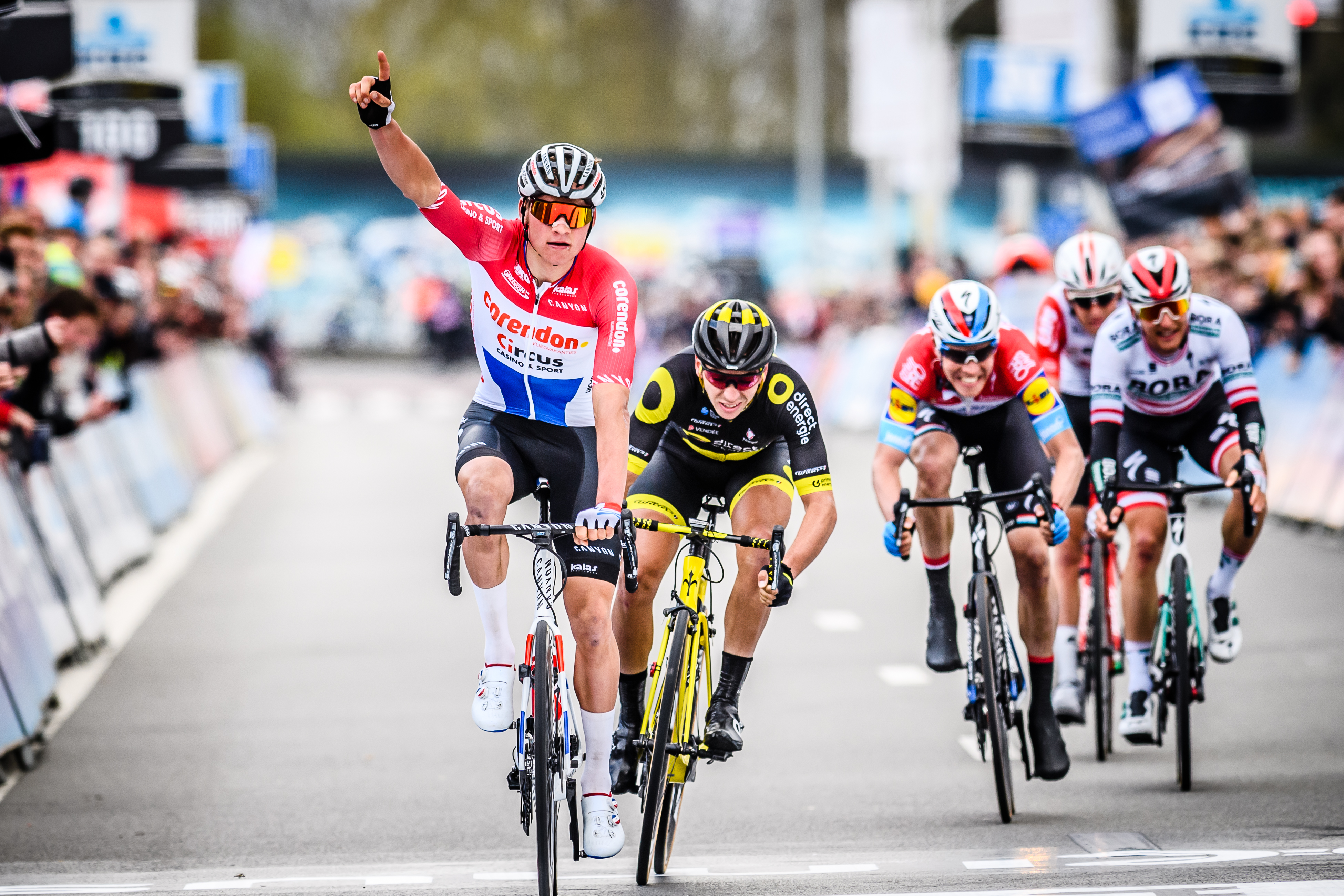
Van der Poel wint zijn eerste World Tour-koers met Dwars door Vlaanderen in 2019

In 2019 kondigde Van der Poel aan voor het eerst enkele voorjaarsklassiekers te rijden. Hij begon zijn seizoen in februari met winst in de eerste etappe van de Ronde van Antalya. Een maand later startte hij als topfavoriet in Nokere Koerse. In de laatste kilometer kwam hij echter zwaar ten val, waardoor gevreesd werd voor een ernstige blessure. Uiteindelijk bleek de schade mee te vallen en kon hij zijn programma zoals gepland verder afwerken. Vier dagen na zijn valpartij slaagde hij erin de Franse semiklassieker GP Denain op zijn naam te schrijven. Een week later maakte Van der Poel zijn debuut in de World Tour met een vierde plaats in Gent-Wevelgem. Zijn eerste World Tour-zege volgde drie dagen later in Dwars door Vlaanderen. In een sprint met vijf klopte hij Anthony Turgis en Bob Jungels. In de Ronde van Vlaanderen kwam Van der Poel ten val vlak voordat de finale openbrak. Na een inhaalrace slaagde hij er uiteindelijk nog in als vierde te eindigen. Midden april won Van der Poel de Brabantse Pijl, nadat hij een week eerder ook al de eerste etappe van de Ronde van de Sarthe had gewonnen. Op 21 april won hij op weergaloze wijze ook de Amstel Gold Race door eerst de finale te openen op de Gulperberg en daarna vanuit de achterhoede een groep te leiden die in de laatste 300 meter wist aan te sluiten bij de koplopers, om daarna de sprint nog te winnen.
In het najaar zette hij zijn favorietenrol voor het wereldkampioenschap kracht bij met een etappezege in de Arctic Race of Norway en drie etappezeges en de eindzege in de Ronde van Groot-Brittannië. Tijdens het WK in Yorkshire maakte Van der Poel deel uit van de beslissende kopgroep, maar kende hij een plotse inzinking in de laatste ronde. Hij kwam uiteindelijk als drieënveertigste over de streep, op ruime achterstand van winnaar Mads Pedersen.
Van der Poel werd eind 2019 onderscheiden met de Gerrit Schulte Trofee voor de beste Nederlandse profwielrenner van het jaar. Hij moest verstek laten gaan voor de prijsuitreiking, omdat deze plaatsvond kort na de uitvaart van zijn grootvader Raymond Poulidor. Daarna werd hij ook gekozen tot Nederlands sportman van het jaar.

#### 2020
Na een onderbreking van bijna vijf maanden als gevolg van de coronacrisis, reed Van der Poel pas op 1 augustus met de Strade Bianche zijn eerste klassieker van het seizoen. Hij zag er zijn kansen op winst verdwijnen door een lekke band op een slecht moment en eindigde uiteindelijk als vijftiende, op 10 minuten van winnaar Wout van Aert. In Milaan-San Remo moest Van der Poel tevreden zijn met de dertiende plaats, nadat hij op de Poggio niet mee kon springen met Van Aert en Julian Alaphilippe en in de achtervolgende groep de sprint liet lopen. Met een derde plaats in de Ronde van Piemonte en een tiende plaats in de Ronde van Lombardije sloot hij zijn Italiaanse campagne af.
Eind augustus werd Van der Poel voor de tweede keer in zijn carrière Nederlands kampioen op de weg. Hij maakte er op en rond de VAM-berg een afvalkoers van en rondde een solo van 44 kilometer succesvol af. Op het Europees kampioenschap in Plouay viel hij tot vijf keer toe aan, maar raakte hij nooit echt weg. In de sprint raakte hij ingesloten en legde hij beslag op de vierde plaats. In september reed Van der Poel voor het eerst de Tirreno-Adriatico, waar hij de zevende etappe met overmacht op zijn naam schreef. In de BinckBank Tour maakte hij opnieuw indruk door de slotrit te winnen na een solo van 50 kilometer en dankzij de onderweg verzamelde bonificatieseconden ook de eindzege op zijn naam te schrijven. Een dag later in Luik-Bastenaken-Luik miste hij de aansluiting met de kopgroep op de Roche-aux-Faucons en kwam hij uiteindelijk als zesde over de streep. In de Brabantse Pijl liet hij zich insluiten in de sprint, waardoor hij te laat kwam om Julian Alaphilippe nog te remonteren, en in Gent-Wevelgem moest hij vrede nemen met de negende plaats. Op 18 oktober won Van der Poel met de Ronde van Vlaanderen zijn eerste monument in de spurt na een titanenduel met Wout van Aert. Met een val en opgave in de Driedaagse Brugge-De Panne sloot hij zijn seizoen af. In december werd hij voor het tweede jaar op rij onderscheiden met de Gerrit Schulte Trofee voor beste Nederlandse wielrenner van het jaar.

#### 2021

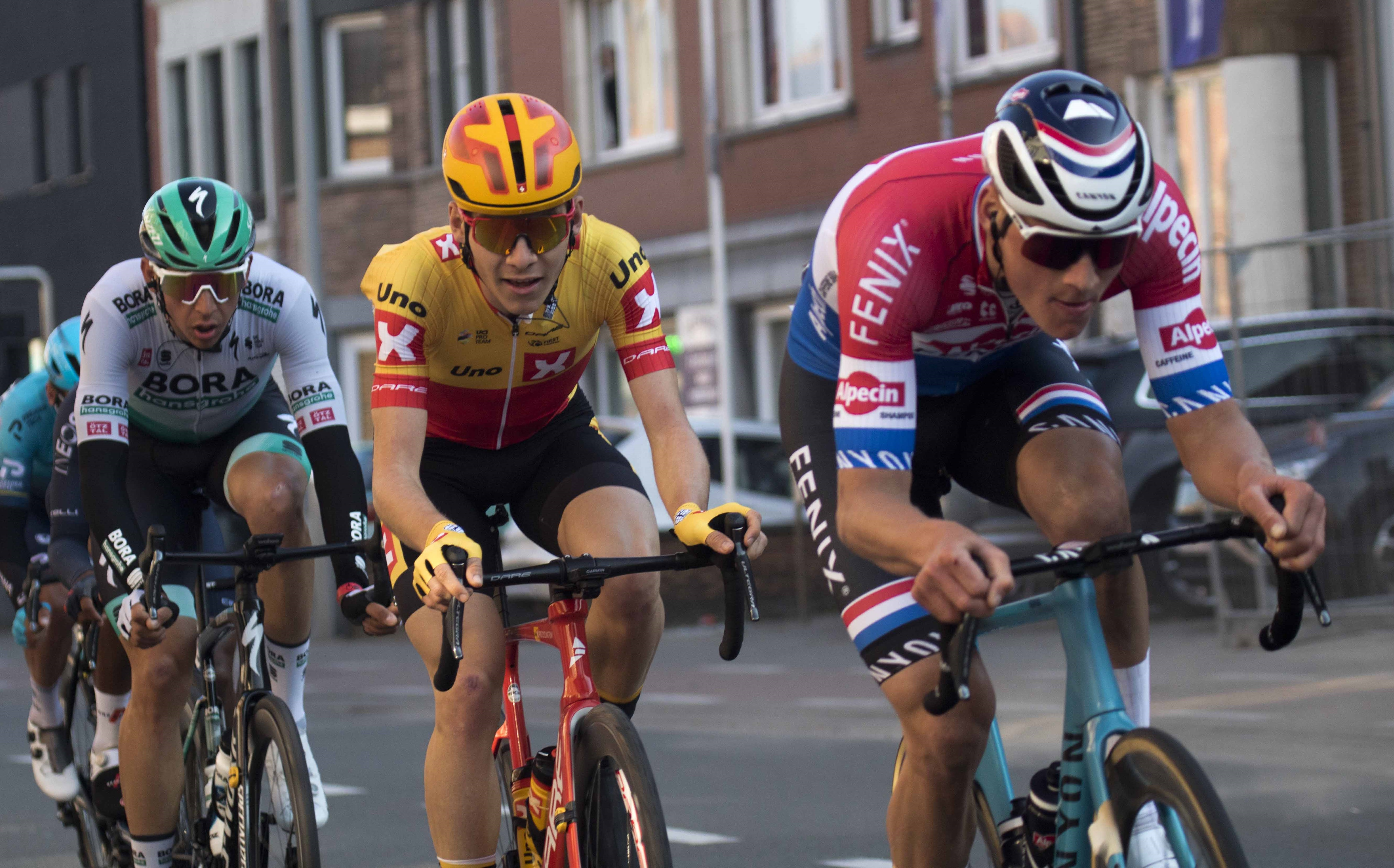
Van der Poel in de aanval tijdens Kuurne-Brussel-Kuurne in 2021

Eind februari won Van der Poel meteen de openingsetappe in de Ronde van de VAE, door David Dekker en Michael Mørkøv te verslaan in de sprint van een uitgedunde groep. De volgende dag trok hij zich met zijn ploeg echter terug uit de wedstrijd, nadat een staflid positief had getest op het coronavirus. Een week later ging Van der Poel in Kuurne-Brussel-Kuurne al vroeg in de aanval, waarna hij pas op anderhalve kilometer van de meet werd ingerekend en uiteindelijk twaalfde werd. In Le Samyn reed hij in de finale weg met een beperkte groep, maar kreeg hij af te rekenen met een stuurbreuk, waardoor hij niet meer kon sprinten. Enkele dagen later was het wel raak en wist hij de Strade Bianche te winnen. Op de laatste grindstrook reed hij samen met Julian Alaphilippe en Egan Bernal weg uit de kopgroep, waarna hij hen op de slotklim in Siena overtuigend uit het wiel sprintte.
Ook in de Tirreno-Adriatico maakte Van der Poel indruk, door na de derde etappe ook de vijfde etappe op zijn naam te schrijven na een solo van meer dan 50 kilometer. In Milaan-San Remo kwam hij met de eerste groep boven op de Poggio, maar moest hij vrede nemen met de vijfde plaats. Een week later werd hij derde in de E3 Saxo Bank Classic. In de Ronde van Vlaanderen plaatste Van der Poel een snedige aanval op de laatste passage van de Oude Kwaremont. Alleen Kasper Asgreen kon daarna nog komen aansluiten, waarop hij Van der Poel in de sprint wist te verslaan.
Na een korte onderbreking hervatte Van der Poel begin juni met winst in de tweede en derde etappe van de Ronde van Zwitserland. Op het Nederlands kampioenschap startte hij opnieuw als topfavoriet, maar gaf hij voortijdig op nadat hij in een achtervolgende groep was verzeild geraakt. Een week later, op 27 juni, won hij de tweede etappe in de Ronde van Frankrijk. Hij viel aan op beide beklimmingen van Mûr-de-Bretagne en hield op de slotklim solo stand. Dankzij de bonificatieseconden nam hij bovendien de gele leiderstrui over van Julian Alaphilippe. Hij droeg zijn zege op aan zijn grootvader Raymond Poulidor, die in zijn roemrijke carrière zelf nooit het geel had kunnen dragen. Zijn vader Adrie van der Poel deed dat wel, waarmee zij de eerste vader en zoon werden die de gele trui hebben gedragen. Van der Poel hield de leiderstrui uiteindelijk zes dagen vast en ging niet meer van start in de negende etappe, met het oog op de Olympische Zomerspelen.
Omwille van problemen met de rug kon Van der Poel in het najaar zijn titel in de Benelux Tour niet verdedigen. Hij maakte zijn wederoptreden twee weken later in de Antwerp Port Epic, die hij meteen won door Taco van der Hoorn in de sprint te verslaan. Met ook nog de Primus Classic en de Gooikse Pijl in de benen verscheen hij eind september aan de start van het wereldkampioenschap in Vlaanderen. Hij werd er na een slopende wedstrijd achtste, op meer dan een minuut van winnaar Julian Alaphilippe. Een week later maakte Van der Poel bij zijn debuut in een natte en modderige editie van Parijs-Roubaix indruk door op 70 kilometer van de streep weg te rijden uit de favorietengroep. Hij bleef in de finale vooraan over met Sonny Colbrelli en Florian Vermeersch, maar moest in de sprint op de velodroom uiteindelijk vrede nemen met de derde plaats.

#### 2022
Door een hardnekkige rugblessure begon Van der Poel pas op 19 maart aan zijn wegseizoen in Milaan-San Remo. Hij won er de sprint van de favorietengroep en eindigde daarmee als derde, net na de ontsnapte Matej Mohorič en Anthony Turgis. Een week later schreef hij de vierde etappe van de Internationale Wielerweek op zijn naam. Van der Poel reed de hele dag in de aanval en werd op vijf kilometer van de streep gegrepen, maar zette toch nog de sprint van het uitgedunde peloton naar zijn hand. Eind maart won hij voor de tweede keer Dwars door Vlaanderen, door Tiesj Benoot te verslaan in een spurt met twee. Enkele dagen later behaalde hij ook zijn tweede overwinning in de Ronde van Vlaanderen. Hij slaagde er als enige in om alle versnellingen van Tadej Pogačar te beantwoorden en klopte hem in de sprint. Daarin liet Pogačar zich insluiten door Dylan van Baarle en Valentin Madouas, die vanuit de achtergrond nog waren komen aansluiten. In de Amstel Gold Race bleek de vierde plaats dan weer het hoogst haalbare voor Van der Poel. Met een negende plaats in Parijs-Roubaix sloot hij een week later zijn voorjaar af.
Begin mei maakte Van der Poel zijn debuut in de Ronde van Italië. In het Hongaarse Visegrád won hij meteen de openingsetappe, waardoor hij ook de eerste roze trui in ontvangst mocht nemen. Een dag later verdedigde hij zijn trui met succes door de tweede tijd neer te zetten in de tijdrit. Na de vierde etappe, met aankomst op de Etna, moest hij de leiding in het klassement afstaan aan de Spanjaard Juan Pedro López. Met een tweede plaats in de tiende etappe en een derde plaats in de afsluitende tijdrit kwam Van der Poel daarna nog dicht bij een tweede ritzege. Zijn vele aanvalswerk in de slotweek leverde hem uiteindelijk de Prijs van de strijdlust op. In de Ronde van Frankrijk presteerde Van der Poel dan weer ondermaats en stapte hij af in de elfde etappe.
Met zeges in de Stadsprijs Geraardsbergen, Izegem Koers en de Grote Prijs van Wallonië stoomde Van der Poel zich klaar voor het wereldkampioenschap in Australië. Dat WK draaide echter uit op een grote teleurstelling. De avond voor de wedstrijd raakte hij betrokken bij een incident met twee luidruchtige tienermeisjes op de gang van zijn hotel. Van der Poel zou de meisjes geduwd hebben, waarna de politie werd opgeroepen en hij werd meegenomen voor verhoor. Pas om 4 uur 's ochtends was hij terug op zijn hotelkamer. De slapeloze nacht deed hem al na 30 kilometer opgeven. Het hotelincident kreeg bovendien nog een stevig staartje, want de volgende dag werd Van der Poel veroordeeld tot een geldboete van 1500 Australische dollar. Zijn advocaat gaf direct na de uitspraak aan in hoger beroep te gaan. In december werd het vonnis in hoger beroep vernietigd. De rechter vond dat er een "significant niveau van provocatie" was geweest dankzij het "dwaze gedrag van kinderen waar geen toezicht op werd gehouden" en dat Van der Poel indirect al een forse straf had gekregen, vanwege het vroeg uit de wedstrijd moeten terugtrekken en de negatieve publiciteit. Op het eerste WK gravel ooit verreden stond Van der Poel aan de start. Zijn ploeggenoot bij Alpecin-Fenix Gianni Vermeersch reed in Veneto samen met Daniel Oss weg en een achtervolging kwam niet op gang. Uiteindelijk wist Van der Poel zich toch los te rukken van de groep en wist hij Greg Van Avermaet te verslaan in de strijd om de bronzen medaille.

#### 2023

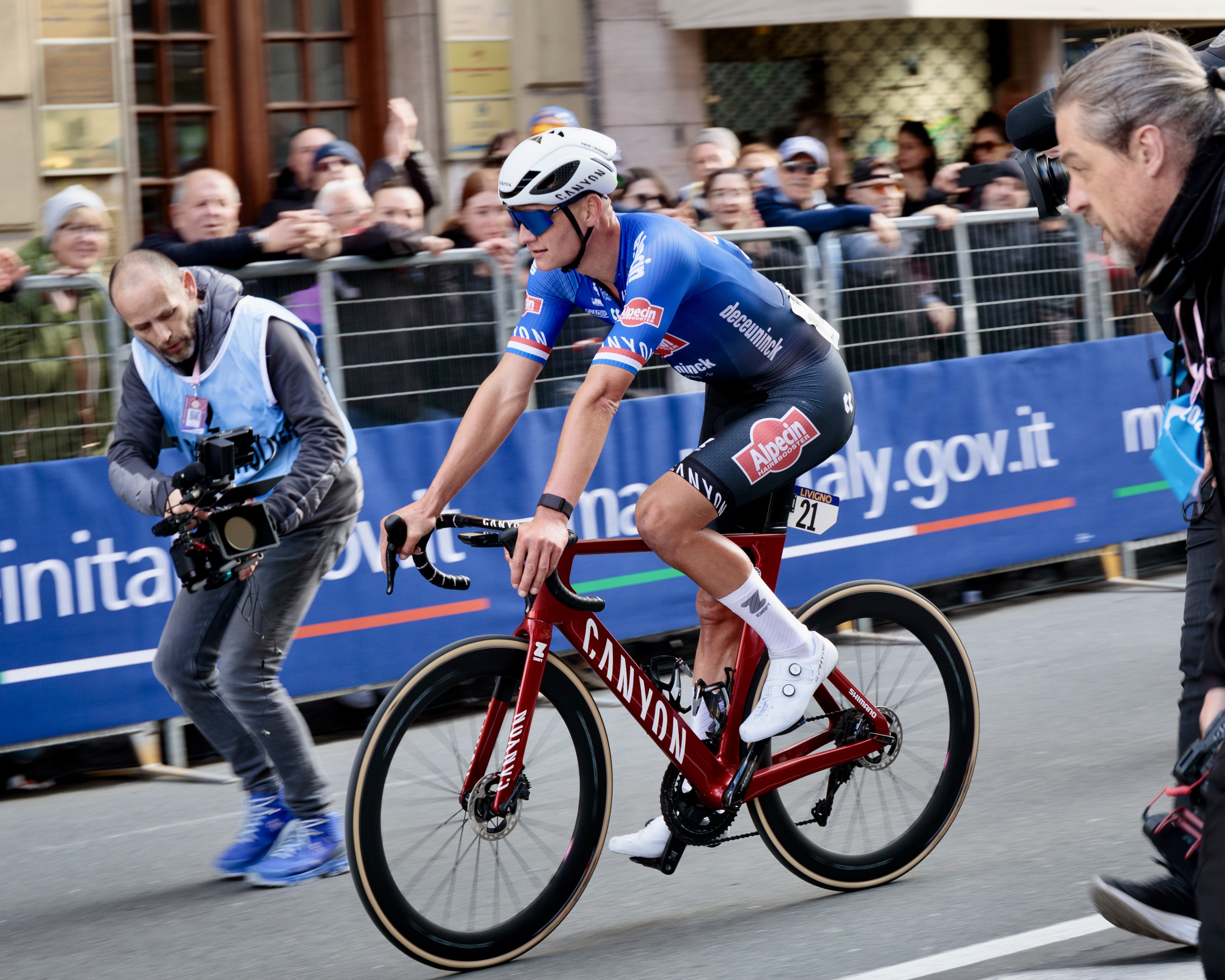
Van der Poel na zijn zege in Milaan-San Remo in 2023

Het voorjaar begon voor Van der Poel met de Strade Bianche. Hij schudde met zo'n 40 kilometer te gaan even aan de boom in de jacht op Tom Pidcock, maar verloor al snel de aansluiting met de kop van de wedstrijd en werd net als in 2020 vijftiende. De Tirreno-Adriatico verliep zonder overwinning voor Van der Poel, al wist hij ploegmaat Jasper Philipsen wel twee keer naar een overwinning te leiden als onderdeel van de sprinttrein. Milaan-San Remo werd het derde Monument dat Van der Poel op zijn naam schreef. Na de Cipressa begon hij als eerste aan de afdaling en op de beklimming van de Poggio volgde hij Tadej Pogačar, Filippo Ganna en Wout van Aert, om vlak voor de top bij hen weg te demarreren. In de afdaling werd het verschil groter, waarna hij solo over de streep kwam. Van der Poel werd zo de vierde Nederlandse winnaar en won 62 jaar na zijn opa Raymond Poulidor.
In de E3 Saxo Classic eindigde Van der Poel tweede in de sprint na Van Aert en in de Ronde van Vlaanderen had hij geen antwoord op de beslissende aanval van Pogačar op de laatste beklimming van de Oude Kwaremont en werd hij ook tweede. Na opnieuw de lead-out te doen voor de winnende Jasper Philipsen in de Scheldeprijs sloot Van der Poel zijn voorjaar in stijl af in Parijs-Roubaix. Na een zeer aanvallende koers benutte hij een lekke band van concurrent Van Aert op Carrefour de l'Arbre, waarna hij met 46 seconden voorsprong binnenkwam op de Vélodrome André Pétrieux met een recordgemiddelde van 46,84 kilometer per uur.
Midden juni schreef Van der Poel de koninginnenrit van de Ronde van België op zijn naam. Op een heuvelachtig parcours in en rond Durbuy rondde hij een solo van 36 kilometer af. De volgende dag kwam zijn paarse leiderstrui niet meer in gevaar en haalde hij het eindklassement binnen. Een week later moest Van der Poel op het NK in Sittard-Geleen genoegen nemen met brons, nadat hij meerdere keren ten aanval was getrokken. In de Ronde van Frankrijk loodste hij Jasper Philipsen naar de groene trui, maar kwam hij zelf niet verder dan een twaalfde plaats in de negentiende etappe.
Begin augustus veroverde hij in Glasgow de wereldtitel op de weg na een solo van 22 kilometer. Van der Poel ging in de regen nog wel onderuit, maar kwam uiteindelijk ruim anderhalve minuut voor Wout van Aert en Tadej Pogačar over de meet. Hij werd zo de eerste Nederlandse wereldkampioen sinds Joop Zoetemelk in 1985. Bovendien schreef Van der Poel geschiedenis door als eerste man zowel wereldkampioen in het veld als op de weg te worden.
Van der Poel werd voor de derde maal verkozen als wielrenner van het jaar in Nederland. Daarnaast ontving hij ook de Trophée Eddy Merckx voor de beste klassiekerrenner van het seizoen en werd hij in Vlaanderen uitgeroepen tot Internationale Flandrien van het jaar. Aan het eind van het jaar werd hij, voor Max Verstappen en Harrie Lavreysen, uitgeroepen tot Nederlands sportman van het jaar.

#### 2024
Hervatten na de veldritwinter deed Van der Poel in Milaan-San Remo. Daarin hielp hij ploegmaat Jasper Philipsen aan de overwinning; zelf kwam hij als tiende over de streep. In zijn volgende wedstrijd, de E3 Saxo Classic won Van der Poel met ruime voorsprong na een solo van 44 kilometer. Twee dagen later werd hij in Gent-Wevelgem in een sprint met twee geklopt door Mads Pedersen. In de Hoogmis op Vlaamse bodem, de Ronde van Vlaanderen, kwam van der Poel als torenhoog favoriet aan de start. Op de steile en door het slechte weer gladde Koppenberg versnelde hij vanuit het zadel en was hij als een van de weinigen in staat om fietsend naar boven te rijden. Zijn voorsprong liep al snel op tot boven de minuut, waardoor hij aan de aankomst alle tijd had om zijn fiets boven zijn hoofd te tillen. Met zijn derde zege evenaarde hij het record van Achiel Buysse, Fiorenzo Magni, Eric Leman, Johan Museeuw, Tom Boonen en Fabian Cancellara. Bovendien won hij de wedstrijd met een recordsnelheid van 44,48 kilometer per uur en werd hij de eerste renner ooit die vijf keer op rij het podium haalde. Een week later volgde hij zichzelf op als winnaar van Parijs-Roubaix, na een solo van net geen 60 kilometer. Daarmee werd hij de eerste renner sinds Fabian Cancellara in 2013 die de dubbel Ronde van Vlaanderen en Parijs-Roubaix wist te winnen en de enige naast Rik Van Looy in 1962 die dat deed in de regenboogtrui. Van der Poel won de wedstrijd met drie minuten voorsprong en aan een gemiddelde snelheid van 47,80 kilometer per uur, waarmee hij de snelste ooit was in de Hel van het Noorden.
Een week later volgden de Amstel Gold Race en Luik-Bastenaken-Luik. In de Amstel kon hij geen potten breken en eindigde in een groep op 11 seconden van winnaar Tom Pidcock en ook in Luik zag het er lange tijd niet naar uit dat Van der Poel in het spel zou voorkomen na opgehouden te zijn achter een valpartij in het peloton. Na een achtervolging kwam zijn groep terug voor de finale losbarstte. Op La Redoute koos Van der Poel voor zijn eigen tempo en in het slot van de wedstrijd reed hij zich terug in een groep die om de laatste podiumplek streed. Hij begon de sprint van kop af aan en reed zich naar de derde plek, zijn beste uitslag in dit Monument.
In de Tour de France zaten er weinig etappes die Van der Poel goed lagen. Hij loodste ploeggenoot Philipsen als lead-out naar twee van diens drie sprintzeges, echter bleef persoonlijk succes ook in deze Tour uit. Hij reed de Tour de France wel uit met het oog op de Olympische wegwedstrijd op zaterdag 3 augustus. Daar knalde Van der Poel op de eerste beklimming van de Butte Montmartre weg uit het peloton en enkel Wout van Aert kon volgen. Een groepje van vijf man met daarbij ook Julian Alaphilippe, Toms Skujiņš en Matteo Jorgenson maakte zich los, waarna het peloton terugkwam. Remco Evenepoel plaatste een demarrage en geraakte solo weg, waarna Van der Poel het op de volgende beklimming in Montmartre weer probeerde, maar Van Aert wist van geen lossen. Van der Poel eindigde als 12e op 1 minuut 49 van winnaar Evenepoel.
Het volgende grote doel werd het WK op de heuvelachtige wegen in en rond Zürich. Hij trok naar Zwitserland via het EK in Belgisch Limburg, waar Van der Poel in de aanval trok, maar het parcours te eenvoudig bleek, en de Ronde van Luxemburg, waar hij de eerste etappe en de puntentrui won en bovendien over uitstekende klimmersbenen beschikte. Op het wereldkampioenschap leverde hij een uitstekende prestatie en won de sprint van het groepje achter de op ruim 100 kilometer van de streep vertrekkende Tadej Pogačar en Ben O'Connor die in de slotkilometers was weggereden. Het leverde de uittredende wereldkampioen een bronzen medaille op. Een week later zou de wereldtitel in het gravelfietsen volgen. Van der Poel en zijn ploegmaten van Alpecin-Deceuninck namen het initiatief in de wedstrijd en na een uitval van Florian Vermeersch en Van der Poel reageerde niemand. Van der Poel reed Vermeersch even later uit het wiel op een heuvel en veroverde zijn negende wereldtitel bij de elite over alle disciplines heen.

#### 2025
Eén van de doelen in het volgende wegseizoen was om meteen te scoren in Milaan-San Remo. Hiervoor voegde hij de Tirreno-Adriatico toe aan zijn voorjaarsprogramma, waarin Van der Poel echter geen ritzege wist te boeken. In Milaan-San Remo was hij de enige die Pogačar kon volgen na diens aanval op de Cipressa. Filippo Ganna wist nog aan te sluiten en gezamenlijk reden ze richting de Poggio di San Remo. Pogačar wist Van der Poel niet te lossen en werd zelf verrast met een tegenaanval nabij de top. Na de afdaling van de Poggio en de vlakke wegen in San Remo wist Ganna in de slotkilometer bij de twee rivalen aan te sluiten. Van der Poel begon de sprint op kop, verraste de anderen met een lange sprint en won voor de tweede keer Milaan-San Remo.
In de E3 Saxo Classic kreeg Van der Poel in de finale weer te maken met Ganna en de Deen Pedersen. Deze drie reden in de finale richting de Oude Kwaremont, alwaar Van der Poel ze allebei uit het wiel schudde en voor de tweede maal op rij solo over de meet kwam. In de aanloop naar de voor hem belangrijke Ronde van Vlaanderen werd Van der Poel licht ziek en nam hij enkele dagen antibiotica. Ook tijdens de wedstrijd zat het tegen en viel hij in de aanloop naar de Eikenberg. Na een achtervolging in het wiel van Edward Planckaert sloot hij aan in de voorste gelederen en na de eerste beklimming van de Paterberg reed hij met Pogačar een tijd voorop. Concurrenten als Mads Pedersen en Wout van Aert sloten aan in aanloop naar de tweede beklimming van de Oude Kwaremont, alwaar Tadej Pogačar iedereen loste. Van der Poel sprintte naar een derde plek. 
Tijdens Parijs-Roubaix 2025 namen favorieten als Pedersen, Pogačar en Van der Poel al voor het Bos van Wallers initiatief. Na het overleven van het gevreesde bos plaatste Van der Poel een aanval waarmee hij een situatie creëerde waarbij hij ook ploeggenoot Philipsen meekreeg. Pedersen moest door een lekke band afhaken en op Mons-en-Pévèle kraakte ook Philipsen. Het werd een man-tegen-mangevecht waarin Tadej Pogačar op de kasseistrook van Pont-Thibaut een bocht miste. Ondertussen was Van der Poel, die de bocht net wat scherper had genomen, wel overeind gebleven. Hij ‘kreeg’ twintig seconden en begon aan een solo die hij ondanks een lekke band op Carrefour de l'Arbre wist uit te diepen en voor een derde keer op rij solo aankwam op de piste in Roubaix.
De Ronde van Frankrijk van dit jaar had een eerste week die in vergelijking met voorgaande jaren veel meer kansen bood voor een renner met de kwaliteiten van Van der Poel. Om zich klaar te stomen hervatte hij in de Dauphiné alwaar Van der Poel een zeer aanvallende koers reed met top 10-plaatsen in de eerste vijf etappes en lange tijd de groene trui droeg, die hij na in punten gelijk te zijn geëindigd met Tadej Pogačar net niet binnensleepte. Ook de Grand Départ in de Tour begon uitstekend; ploeggenoot Jasper Philipsen won de eerste etappe dankzij een geslaagde waaierslag rond Rijsel en Van der Poel won zelf etappe 2 in Boulogne-sur-Mer de sprint heuvelop van Pogačar waarna hij het geel overnam van Philipsen. In etappe 4 in Rouen nam Pogačar revanche door de sprint na een zware finale te winnen voor Van der Poel. Van der Poel stond na rit 4 nog wel bovenaan het algemeen klassement en mocht ook de tijdrit in de gele trui rijden, die hij na een 18e plaats verloor aan Pogačar. De dag erna belandde Van der Poel in de zware rit naar Vire Normandie in de kopgroep. Het peloton liet lange tijd begaan maar begon in de laatste kilometers flink in te lopen. Uiteindelijk hield Van der Poel welgeteld één seconde voorsprong in het algemene klassement op Tadej Pogačar waardoor hij in de voor hem zo iconische volgende etappe naar Mûr-de-Bretagne wederom de gele trui mocht aantrekken. Hier was hij te vermoeid van zijn aanvalspoging de voorgaande dag en zo verwisselde het geel weer naar ritwinnaar Pogačar. 
Omdat Jasper Philipsen al vroeg in de Tour was weggevallen en Van der Poel af en toe punten voor de groene trui sprokkelde tijdens tussensprinten en aan de aankomsten stond Van der Poel lange tijd gunstig in het puntenklassement en zonder favoriet in de ploeg in de vlakke etappes besloten Van der Poel en Jonas Rickaert vanaf de start van de negende etappe de aanval te kiezen. Tegen een jagend peloton bleven de twee lange tijd voorop en zorgden ze voor de één-na-snelste Touretappe ooit en tegen alle verwachtingen in won Van der Poel nog bijna de etappe. Pas in de laatste kilometer werd hij teruggepakt. Richting de derde week kreeg Van der Poel last van een verkoudheid en in de tweede rustdag verergerden de klachten en werd een longontsteking vastgesteld. Zo haalde de winnaar van de Prijs van de strijdlust van de eerste week de slotetappe over de Montmartre in Parijs niet en mocht ook een kruis worden gezet over zijn ambities voor de groene trui.

### Mountainbiken

#### Begin
Na een tegenvallende vijfde plaats op het WK veldrijden 2016 kondigde Van der Poel aan dat hij zich als mountainbiker wilde kwalificeren voor de Olympische Zomerspelen in Rio. De eerste wedstrijd die hij op een mountainbike reed, was de Afxentia Stage Race, een meerdaagse mountainbikewedstrijd op Cyprus. Hij verbaasde er vriend en vijand door, na een tiende plaats in de proloog, meteen de eerste etappe in lijn op zijn naam te schrijven en onder meer regerend olympisch kampioen Jaroslav Kulhavý achter zich te laten. In de daaropvolgende tweede etappe werd hij vierde en in de afsluitende derde rit bekroonde hij zijn succesvolle mountainbikedebuut met een derde plaats. Uiteindelijk belandde hij met deze resultaten op de vierde plaats in het algemeen klassement, op anderhalve minuut van eindwinnaar Fabian Giger. Na een aantal mountainbikewedstrijden met wisselende resultaten, waaronder ook een overwinning in Beringen, slaagde Van der Poel er uiteindelijk evenwel niet in zich te kwalificeren voor de Olympische Zomerspelen.
Ook in 2017 reed Van der Poel verschillende mountainbikewedstrijden. Hij startte zijn seizoen in mei met twee etappezeges en de eindzege in de Belgian MTB Challenge. Een week later eindigde hij na een inhaalrace als achtste in de eerste Wereldbekermanche in Nové Město. In de daaropvolgende manche in Albstadt moest hij enkel regerend wereld- en olympisch kampioen Nino Schurter voorlaten. Eind juni werd hij vierde op het wereldkampioenschap marathon in het Duitse Singen. Een week later moest hij opgeven in de derde manche van de Wereldbeker in Vallnord, maar in Lenzerheide maakte hij weer indruk met een tiende plaats. Doordat hij de twee laatste manches aan zich voorbij liet gaan, eindigde Van der Poel uiteindelijk als achttiende in de eindstand van de Wereldbeker.

#### 2018

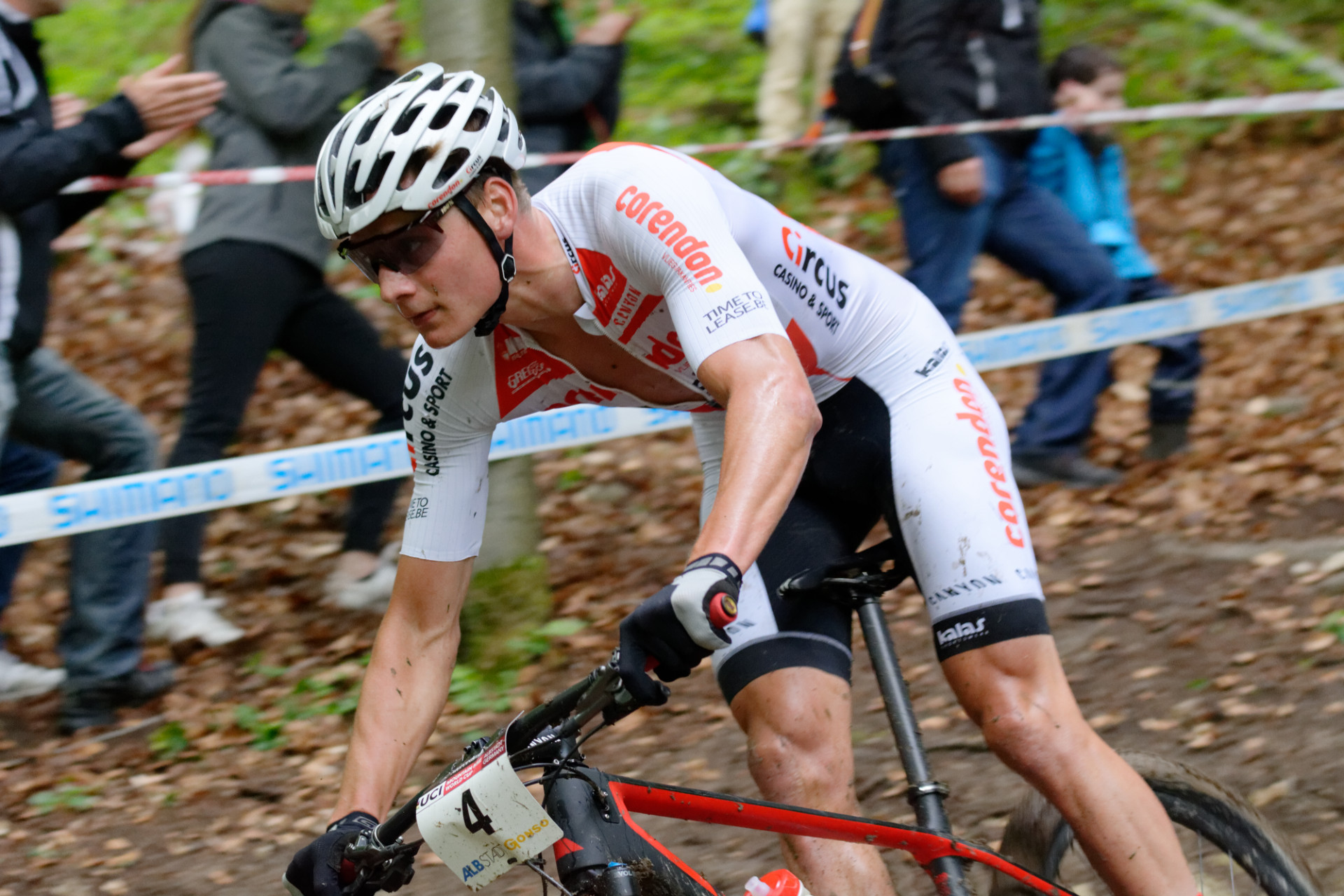
Van der Poel tijdens de Wereldbeker in Albstadt in 2018

Van der Poel begon zijn seizoen in maart met een vierde plaats in de eerste Wereldbekermanche in Stellenbosch. Begin april won hij een zware marathonwedstrijd in Grand-Halleux, waarna hij in mei alle etappes en het eindklassement van de La Rioja Bike Race wist te winnen. Een week later won hij in Albstadt de allereerste short-trackwedstrijd ooit in de Wereldbeker. Daarmee verzekerde hij zich van een plaats op de eerste startrij voor de cross-countrywedstrijd, waarin hij uiteindelijk derde eindigde.
In de daaropvolgende Wereldbekermanche in Nové Město moest hij met een polsblessure opgeven na een valpartij in de derde ronde. In Val di Sole slaagde hij er opnieuw in de short-trackwedstrijd te winnen, waarna hij derde eindigde in de cross-countrywedstrijd. Een week later eindigde hij ook derde in de manche in Vallnord. Eind juli werd hij in Apeldoorn Nederlands kampioen. Dankzij deze zege werd hij de eerste Nederlandse wielrenner ooit die in hetzelfde jaar drie nationale titels veroverde.
Begin augustus gaf Van der Poel na twee ronden op in het Europees kampioenschap in het Schotse Glasgow. Drie weken later won hij in La Bresse zijn derde short-trackwedstrijd en eindigde hij vierde in de cross-countrywedstrijd. Daarmee verzekerde hij zich van de tweede plaats in het eindklassement van de Wereldbeker. Begin september behaalde hij brons op het wereldkampioenschap in het Zwitserse Lenzerheide.

#### 2019
In 2019 won Van der Poel voor de tweede keer het eindklassement van de Belgian MTB Challenge. Bovendien wist hij er alle etappes met overmacht op zijn naam te schrijven. In de Wereldbeker verscheen hij aan de start van de manches in Albstadt, Nové Město, Les Gets, Val di Sole en Lenzerheide. Hij slaagde er telkens in de short-trackwedstrijd te winnen, vaak na een splijtende demarrage in de slotronde. In Nové Město won hij, na een felbevochten duel met Nino Schurter, zijn eerste cross-countrywedstrijd in de Wereldbeker. Nadien wist hij ook nog de cross-countrywedstrijden in Val di Sole en Lenzerheide te winnen. Eind juli schreef Van der Poel in het Tsjechische Brno, ondanks een valpartij in de openingsronde, het Europees kampioenschap op zijn naam. Hij sloeg de laatste manche van de Wereldbeker over en werd zodoende weer tweede in het eindklassement. Ook aan het wereldkampioenschap in het Canadese Mont-Sainte-Anne nam hij niet deel.

#### 2021
In aanloop naar de Olympische Zomerspelen reed Van der Poel in mei de Wereldbekermanches in Albstadt en Nové Město. Hij won beide short-trackwedstrijden en eindigde in de cross-countrywedstrijden respectievelijk als zevende en als tweede. Tijdens de olympische mountainbikewedstrijd in de Japanse stad Izu maakte Van der Poel in de openingsfase een zware val van een rotsblok, waar tijdens de verkenning nog een plankje had gelegen. Hij zette zijn weg aanvankelijk nog wel verder op zoek naar een ereplaats, maar stapte twee ronden voor het einde toch uit de wedstrijd. Een maand later moest hij door rugproblemen passen voor het wereldkampioenschap in Val di Sole.

#### 2023
Na de wegwedstrijd op het Super-WK te hebben gewonnen deed Van der Poel zes dagen later ook mee aan de cross-countrywedstrijd. De short-trackwedstrijd die twee dagen daarvoor plaatsvond sloeg hij over om zijn lichaam meer hersteltijd te gunnen na zijn valpartij. Na drie minuten schoof hij opnieuw onderuit en stapte hij uit de wedstrijd. In september reed Van der Poel het Test Event voor de Olympische Spelen in Parijs maar na een lang seizoen was zijn conditie afnemende. Hij eindigde op een 28e plaats na als allerlaatste te zijn vertrokken en zou een jaar later ook niet kiezen voor de Olympische mountainbikewedstrijd maar voor de wegwedstrijd.

## Palmares

### Veldrijden

#### Overwinningen
| Seizoen   | Wereldbeker                                                                            | Superprestige                                                                                        | Trofee                                                                     | WK | EK  | NK  | Overige                                                                                              | Aantal zeges |
| --------- | -------------------------------------------------------------------------------------- | --- | -------------------------------------------------------------------------- | -- | --- | --- | --- | ------------ |
| 2013–2014 |                                                                                        | |                                                                            | —  | NVT | —   | Heerlen                                                                                              | 1            |
| 2014–2015 | Hoogerheide                                                                            | Gieten, Diegem, Hoogstraten, Eindklassement                                                          | Lille                                                                      | ↑  | NVT | ↑   | Antwerpen, Sint-Niklaas, Leuven, Heerlen, Masters Waregem*                                           | 12           |
| 2015–2016 | Namen, Heusden-Zolder, Lignières-en-Berry, Hoogerheide                                 | Diegem, Hoogstraten, Middelkerke                                                                     |                                                                            | 5e | —   | ↑   | Overijse, Otegem, Zonnebeke                                                                          | 11           |
| 2016–2017 | Valkenburg, Zeven, Namen                                                               | Gieten, Zonhoven, Ruddervoorde, Asper-Gavere, Diegem, Hoogstraten, Middelkerke, Eindklassement       | Hamme, Antwerpen, Lille                                                    | ↑  | ↑   | ↑   | Meulebeke, Rosmalen, Mol, Overijse, Otegem, Maldegem, Hulst, Leuven                                  | 22           |
| 2017–2018 | Iowa, Waterloo, Koksijde, Bogense, Heusden-Zolder, Nommay, Hoogerheide, Eindklassement | Gieten, Zonhoven, Ruddervoorde, Diegem, Hoogstraten, Middelkerke, Eindklassement                     | Oudenaarde, Hamme, Essen, Antwerpen, Loenhout, Baal, Lille, Eindklassement | ↑  | ↑   | ↑   | Eeklo, Waterloo, Meulebeke, Kruibeke, Rosmalen, Overijse, Otegem, Hulst, Masters Waregem*, Oostmalle | 32           |
| 2018–2019 | Bern, Tábor, Koksijde, Namen, Heusden-Zolder, Hoogerheide                              | Gieten, Boom, Ruddervoorde, Asper-Gavere, Zonhoven, Diegem, Hoogstraten, Middelkerke, Eindklassement | Niel, Hamme, Antwerpen, Loenhout, Baal, Brussel, Lille, Eindklassement     | ↑  | ↑   | ↑   | Meulebeke, Ronse, Wachtebeke, Sint-Niklaas, Gullegem, Otegem, Maldegem, Hulst                        | 32           |
| 2019–2020 | Tábor, Koksijde, Namen, Heusden-Zolder, Hoogerheide                                    | Ruddervoorde, Diegem                                                                                 | Hamme, Kortrijk, Loenhout, Baal, Brussel                                   | ↑  | ↑   | ↑   | Niel, Wachtebeke, Mol, Overijse, Sint-Niklaas, Bredene, Gullegem, Otegem, Zonnebeke                  | 24           |
| 2020–2021 | Namen, Hulst                                                                           | Heusden-Zolder                                                                                       | Antwerpen, Baal, Hamme                                                     | ↑  | —   | NVT | Essen, Bredene, Gullegem                                                                             | 10           |
| 2021–2022 |                                                                                        | |                                                                            | —  | —   | —   | | 0            |
| 2022–2023 | Hulst, Antwerpen, Asper-Gavere, Benidorm, Besançon                                     | | Herentals                                                                  | ↑  | —   | —   | | 7            |
| 2023–2024 | Antwerpen, Asper-Gavere, Hulst, Zonhoven, Hoogerheide                                  | Diegem                                                                                               | Herentals, Baal, Koksijde, Hamme                                           | ↑  | —   | —   | Mol, Loenhout                                                                                        | 13           |
| 2024–2025 | Zonhoven, Asper-Gavere, Besançon, Maasmechelen, Hoogerheide                            | Mol                                                                                                  |                                                                            | ↑  | —   | —   | Loenhout                                                                                             | 8            |
|           |                                                                                        | |                                                                            |    |     |     | |              |
| Totaal    | 43                                                                                     | 32                                                                                                   | 31                                                                         | 7  | 3   | 6   | 50                                                                                                   | 172          |

* geen officiële UCI-overwinning

#### Erelijst
| Seizoen   | Wereldbeker | Superprestige | Trofee | UCI    | WK | EK  | NK  | Aantal zeges | Aantal podia |
| --------- | ----------- | ------------- | ------ | ------ | -- | --- | --- | ------------ | ------------ |
| 2013–2014 | —           | —             | —      | 8e     | —  | NVT | —   | 1            | 3            |
| 2014–2015 | 25e         | ↑             | 10e    | 4e     | ↑  | NVT | ↑   | 12           | 19           |
| 2015–2016 | 5e          | 8e            | 16e    | Zilver | 5e | —   | ↑   | 11           | 14           |
| 2016–2017 | 8e          | ↑             | 11e    | Zilver | ↑  | ↑   | ↑   | 22           | 28           |
| 2017–2018 | ↑           | ↑             | ↑      | Goud   | ↑  | ↑   | ↑   | 32           | 38           |
| 2018–2019 | ↑           | ↑             | ↑      | Goud   | ↑  | ↑   | ↑   | 32           | 32           |
| 2019–2020 | 8e          | 12e           | ↑      | Goud   | ↑  | ↑   | ↑   | 24           | 25           |
| 2020–2021 | ↑           | 12e           | 8e     | 4e     | ↑  | —   | NVT | 10           | 14           |
| 2021–2022 | 35e         | —             | —      | 89e    | —  | —   | —   | 0            | 1            |
| 2022–2023 | 6e          | 12e           | 14e    | 5e     | ↑  | —   | —   | 7            | 13           |
| 2023–2024 | 6e          | 22e           | 5e     | 5e     | ↑  | —   | —   | 13           | 13           |
| 2024–2025 | 4e          | 19e           | —      | 8e     | ↑  | —   | —   | 8            | 8            |
|           |             |               |        |        |    |     |     |              |              |
| Totaal    | 1           | 4             | 2      | 3      | 7  | 3   | 6   | 172          | 208          |

#### Jeugd
| Seizoen      | Wereldbeker                                                                | Superprestige                                                                                               | Trofee                                                                       | WK  | EK  | NK | Overige | Aantal zeges |
| ------------ | -------------------------------------------------------------------------- | --- | ---------------------------------------------------------------------------- | --- | --- | -- | --- | ------------ |
| Nieuwelingen |                                                                            | |                                                                              |     |     |    | |              |
| 2009–2010    | Koksijde                                                                   | Asper-Gavere, Hamme-Zogge, Gieten, Diegem, Zonhoven, Vorselaar                                              | Hasselt, Essen, Loenhout, Lille                                              | NVT | NVT | ↑  | Horendonk, Neerpelt, Lochristi, Breda, Ossendrecht, Overijse, Woerden, Langemark, Zonnebeke, Eeklo, Lebbeke                                                     | 22           |
| 2010–2011    |                                                                            | Ruddervoorde, Hamme-Zogge, Asper-Gavere, Gieten, Middelkerke                                                | Namen, Oudenaarde, Hasselt, Essen, Loenhout, Baal, Oostmalle, Eindklassement | NVT | NVT | ↑  | Erpe-Mere, Harderwijk, Neerpelt, Montfoort, Albrandswaard, Zingem, Beesel, Veldhoven, Rhenen, Hilversum, Veldhoven, Moergestel, Beernem, Huijbergen, Valkenburg | 28           |
| Junioren     |                                                                            | |                                                                              |     |     |    | |              |
| 2011–2012    | Tábor, Koksijde, Liévin, Hoogerheide, Eindklassement                       | Zonhoven, Hamme-Zogge, Asper-Gavere, Gieten, Diegem, Hoogstraten, Middelkerke, Eindklassement               | Hasselt, Essen, Loenhout, Baal, Oostmalle                                    | ↑   | ↑   | ↑  | Erpe-Mere, Kalmthout, Woerden, Overijse, Namen, Heusden-Zolder, Valkenburg                                                                                      | 26           |
| 2012–2013    | Tábor, Pilsen, Koksijde, Heusden-Zolder, Rome, Hoogerheide, Eindklassement | Ruddervoorde, Zonhoven, Hamme-Zogge, Asper-Gavere, Gieten, Diegem, Hoogstraten, Middelkerke, Eindklassement | Ronse, Oudenaarde, Hasselt, Essen, Loenhout, Baal, Lille, Oostmalle          | ↑   | ↑   | ↑  | Stabroek, Kalmthout, Frankfurt, Huijbergen, Valkenburg | 30           |
| Beloften     |                                                                            | |                                                                              |     |     |    | |              |
| 2013–2014    | Tábor, Koksijde, Heusden-Zolder, Rome, Eindklassement                      | Ruddervoorde, Hamme-Zogge, Gieten, Diegem, Eindklassement                                                   | Ronse                                                                        | ↑   | ↑   | ↑  | Kalmthout | 11           |
| 2014–2015    |                                                                            | |                                                                              | —   | —   | —  | | 0            |
|              |                                                                            | |                                                                              |     |     |    | |              |
| Totaal       | 15                                                                         | 30 | 25                                                                           | 2   | 2   | 4  | 39 | 117          |

### Wegwielrennen

#### Overwinningen
2014 - 5 zeges
Ronde van Limburg
1e etappe Ronde van Luik (geen UCI-zege)
3e etappe Ronde van de Elzas
4e etappe Baltic Chain Tour
 Eind-, punten- en jongerenklassement Baltic Chain Tour
2015 - 1 zege
4e etappe Ronde van Luik (geen UCI-zege)
2016 - 1 zege
Sint-Elooisprijs (geen UCI-zege)
2017 - 5 zeges
2e etappe Ronde van België
2e en 3e etappe Boucles de la Mayenne
 Eind-, punten- en jongerenklassement Boucles de la Mayenne
Dwars door het Hageland
2018 - 6 zeges
1e etappe Boucles de la Mayenne
 Eindklassement Boucles de la Mayenne
Ronde van Limburg
 Nederlands kampioen op de weg
1e en 4e etappe Arctic Race of Norway
 Puntenklassement Arctic Race of Norway
2019 - 13 zeges
1e etappe Ronde van Antalya
GP Denain
Dwars door Vlaanderen
1e etappe Ronde van de Sarthe
Brabantse Pijl
Amstel Gold Race
Dernycriterium van Antwerpen (geen UCI-zege)
Draai van de Kaai (geen UCI-zege)
1e etappe Arctic Race of Norway
4e, 7e en 8e etappe Ronde van Groot-Brittannië
 Eindklassement Ronde van Groot-Brittannië
2020 - 5 zeges
 Nederlands kampioen op de weg
7e etappe Tirreno-Adriatico
5e etappe BinckBank Tour
 Eindklassement BinckBank Tour
Ronde van Vlaanderen
2021 - 8 zeges
1e etappe Ronde van de VAE
Strade Bianche
3e en 5e etappe Tirreno-Adriatico
2e en 3e etappe Ronde van Zwitserland
2e etappe Ronde van Frankrijk
Antwerp Port Epic
2022 - 10 zeges
4e etappe Internationale Wielerweek
Dwars door Vlaanderen
Ronde van Vlaanderen
1e etappe Ronde van Italië
 Prijs van de strijdlust Ronde van Italië
Daags na de Tour (geen UCI-zege)
Profronde van Surhuisterveen (geen UCI-zege)
Ronde van Heerlen (geen UCI-zege)
Stadsprijs Geraardsbergen (geen UCI-zege)
Izegem Koers (geen UCI-zege)
Grote Prijs van Wallonië
2023 - 10 zeges
Milaan-San Remo
Parijs-Roubaix
4e etappe Ronde van België
 Eind- en puntenklassement Ronde van België
Criterium van Aalst (geen UCI-zege)
Acht van Chaam (geen UCI-zege)
 Wereldkampioenschap op de weg
Profronde van Etten-Leur (geen UCI-zege)
Madrid Criterium (geen UCI-zege)
Super 8 Classic
2024 - 7 zeges
E3 Saxo Classic
Ronde van Vlaanderen
Parijs-Roubaix
Criterium van Roeselare (geen UCI-zege)
Profronde van Etten-Leur (geen UCI-zege)
1e etappe Ronde van Luxemburg
 Puntenklassement Ronde van Luxemburg
La Nucia Criterium (geen UCI-zege)
2025 - 5 zeges
Le Samyn
Milaan-San Remo
E3 Saxo Classic
Parijs-Roubaix
2e etappe Ronde van Frankrijk
Totaal: 76 zeges (waarvan 59 individuele UCI-zeges)

#### Resultaten in voornaamste wedstrijden
| Jaar | Ronde van Italië | Ronde van Frankrijk | Ronde van Spanje |
| ---- | ---------------- | ------------------- | ---------------- |
| 2019 |                  |                     |                  |
| 2020 |                  |                     |                  |
| 2021 |                  | opgave (1)          |                  |
| 2022 | 57e (1)          | opgave              |                  |
| 2023 |                  | 57e                 |                  |
| 2024 |                  | 96e                 |                  |
| 2025 |                  | opgave (1)          |                  |

| Jaar | Milaan-San Remo | Gent-Wevelgem | Ronde van Vlaanderen | Parijs-Roubaix | Amstel Gold Race | Luik-Bast.‑Luik | Ronde van Lombardije | Strade Bianche | E3 Saxo Classic | Dwars door Vlaanderen |  | WK op de weg |  | Wereldranglijsten |
| ---- | --------------- | ------------- | -------------------- | -------------- | ---------------- | --------------- | -------------------- | -------------- | --------------- | --------------------- |  | ------------ |  | ----------------- |
| 2019 |                 | 4e            | 4e                   |                | ↑                |                 |                      |                |                 | ↑                     |  | 43e          |  | 12e (UWR)         |
| 2020 | 13e             | 9e            | ↑                    |                |                  | 6e              | 10e                  | 15e            |                 |                       |  |              |  | 4e (UWR)          |
| 2021 | 5e              |               | ↑                    | ↑              |                  |                 |                      | ↑              | ↑               | 58e                   |  | 8e           |  | 7e (UWR)          |
| 2022 | ↑               |               | ↑                    | 9e             | 4e               |                 |                      |                |                 | ↑                     |  | opgave       |  | 9e (UWR)          |
| 2023 | ↑               |               | ↑                    | ↑              |                  |                 |                      | 15e            | ↑               |                       |  | ↑            |  | 7e (UWR)          |
| 2024 | 10e             | ↑             | ↑                    | ↑              | 22e              | ↑               |                      |                | ↑               |                       |  | ↑            |  | 5e (UWR)          |
| 2025 | ↑               |               | ↑                    | ↑              |                  |                 |                      |                | ↑               |                       |  |              |  |                   |

#### Resultaten in kleinere rondes
| Jaar | Ronde van de VAE | Tirreno-Adriatico | Critérium du Dauphiné | Ronde van Zwitserland | BinckBank Tour |
| ---- | ---------------- | ----------------- | --------------------- | --------------------- | -------------- |
| 2020 |                  | 45e (1)           |                       |                       | ↑ (1)          |
| 2021 | opgave (1)       | 32e (2)           |                       | opgave (2)            |                |
| 2022 |                  |                   |                       |                       |                |
| 2023 |                  | 49e               |                       |                       |                |
| 2024 |                  |                   |                       |                       | opgave         |
| 2025 |                  | 50e               | 58e                   |                       |                |

(*) tussen haakjes aantal individuele etappeoverwinningen

#### Jeugd
2011 (nieuwelingen) - 10 zeges
Ronde van Huijbergen
Koers Temse
Omloop van Margraten
 Districtskampioenschap tijdrijden
Grote Prijs Houtsaeger
 Nederlands kampioenschap tijdrijden
Klimkoers Harzé
Polleur-Stoumont-Polleur
Koers Minderhout
Druivenkoers Overijse
2012 (junioren) - 16 zeges
Omloop van Borsele
Koers Temse
Omloop van Margraten
 Bergklassement Trofeo Karlsberg
Koers Geraardsbergen
Ronde van Huijbergen
Omloop van de Maasvallei
1e en 3e (ITT) etappe Acht van Bladel
 Eind-, punten- en jongerenklassement Acht van Bladel
Ronde van Wolder
Klimkoers Harzé
 Jongerenklassement Ronde van Valromey
Ronde van het Lage Land
 Eind- en jongerenklassement Ronde van de Vallées
Bergomloop Simpelveld
Klimkoers Herbeumont
Koers Ravels
2013 (junioren) - 23 zeges
Tijdrit Omloop van Borsele
Koers Wortegem-Petegem
1e etappe Vredeskoers
Isaac Kleeberg Challenge
1e en 2e etappe Ronde van de Portes du Pays d'Othe
 Eindklassement Ronde van de Portes du Pays d'Othe
Bergcriterium Wolder
Klimkoers Harzé
2e etappe GP Général Patton
 Punten- en bergklassement GP Général Patton
1e en 4e etappe Ronde van Valromey
 Eindklassement Ronde van Valromey
 Nederlands kampioenschap op de weg
Draai van de Kaai
1e etappe Trophée Centre Morbihan
 Eind- en puntenklassement Trophée Centre Morbihan
Bergomloop Simpelveld
1e, 2e en 3e (ITT) etappe GP Rüebliland
 Eind- en puntenklassement GP Rüebliland
 Wereldkampioenschap op de weg
Totaal: 49 zeges

### Mountainbiken

#### Overwinningen
| Seizoen | Wereldbeker cross-country            | Wereldbeker short-track                                  | OS  | WK  | EK  | NK   | Overige                                                                                    | Aantal zeges |
| ------- | ------------------------------------ | -------------------------------------------------------- | --- | --- | --- | ---- | ------------------------------------------------------------------------------------------ | ------------ |
| 2016    |                                      |                                                          | —   | —   | DNF | —    | 1e etappe Afxentia Stage Race, GP Stad Beringen                                            | 2            |
| 2017    |                                      |                                                          | NVT | —   | —   | —    | 1e en 2e etappe Belgian MTB Challenge, Eindklassement Belgian MTB Challenge                | 3            |
| 2018    |                                      | Albstadt, Val di Sole, La Bresse                         | NVT | ↑   | DNF | Goud | La Hallonienne*, 1e, 2e en 3e etappe La Rioja Bike Race, Eindklassement La Rioja Bike Race | 9            |
| 2019    | Nové Město, Val di Sole, Lenzerheide | Albstadt, Nové Město, Les Gets, Val di Sole, Lenzerheide | NVT | —   | ↑   | —    | Proloog, 1e, 2e en 3e etappe Belgian MTB Challenge, Eindklassement Belgian MTB Challenge   | 14           |
| 2021    |                                      | Albstadt, Nové Město                                     | DNF | —   | —   | —    |                                                                                            | 2            |
| 2023    |                                      |                                                          | NVT | DNF | —   | —    |                                                                                            | 0            |
| 2025    |                                      |                                                          | NVT |     | —   | —    |                                                                                            | 0            |
|         |                                      |                                                          |     |     |     |      |                                                                                            |              |
| Totaal  | 3                                    | 10                                                       | 0   | 0   | 1   | 1    | 15                                                                                         | 30           |

* geen officiële UCI-overwinning

#### Erelijst
| Seizoen | Wereldbeker | UCI  | OS  | WK  | EK  | NK   | Aantal zeges | Aantal podia |
| ------- | ----------- | ---- | --- | --- | --- | ---- | ------------ | ------------ |
| 2016    | 58e         | 140e | —   | —   | DNF | —    | 2            | 3            |
| 2017    | 18e         | 49e  | NVT | —   | —   | —    | 3            | 5            |
| 2018    | ↑           | 7e   | NVT | ↑   | DNF | Goud | 9            | 16           |
| 2019    | ↑           | 5e   | NVT | —   | ↑   | —    | 14           | 15           |
| 2021    | 17e         | 74e  | DNF | —   | —   | —    | 2            | 3            |
| 2023    | —           | —    | NVT | DNF | —   | —    | 0            | 0            |
| 2025    |             |      | NVT |     | —   | —    | 0            | 0            |
|         |             |      |     |     |     |      |              |              |
| Totaal  | 0           | 0    | 0   | 0   | 1   | 1    | 30           | 42           |

### Gravelfietsen
2024 - 1 zege
- Wereldkampioenschap gravel

Totaal: 1 zege

## Overzicht

#### Medaillespiegel
| Jaar | Regenboogtrui | Regenboogtrui | Regenboogtrui | Regenboogtrui | Europese kampioenstrui | Europese kampioenstrui | Europese kampioenstrui | Nederlandse kampioenstrui | Nederlandse kampioenstrui | Nederlandse kampioenstrui |
| Jaar | Veld          | Weg           | MTB           | Gravel        | Veld                   | Weg                    | MTB                    | Veld                      | Weg                       | MTB                       |
| ---- | ------------- | ------------- | ------------- | ------------- | ---------------------- | ---------------------- | ---------------------- | ------------------------- | ------------------------- | ------------------------- |
| 2010 |               |               |               |               |                        |                        |                        | (U17)                     |                           |                           |
| 2011 |               |               |               |               | (U19)                  |                        |                        | (U17)                     | Tijd (U17)                |                           |
| 2012 | (U19)         |               |               |               | (U19)                  |                        |                        | (U19)                     |                           |                           |
| 2013 | (U19)         | Weg (U19)     |               |               |                        |                        |                        | (U19)                     | Weg (U19)                 |                           |
| 2014 | (U23)         |               |               |               | (U23)                  |                        |                        | (U23)                     |                           |                           |
| 2015 | Goud          |               |               |               |                        |                        |                        | Goud                      |                           |                           |
| 2016 |               |               |               |               | Zilver                 |                        |                        | Goud                      |                           |                           |
| 2017 | Zilver        |               |               |               | Goud                   |                        |                        | Goud                      |                           |                           |
| 2018 | Brons         |               | Brons         |               | Goud                   | Weg                    |                        | Goud                      | Weg                       | Goud                      |
| 2019 | Goud          |               |               |               | Goud                   |                        | Goud                   | Goud                      |                           |                           |
| 2020 | Goud          |               |               |               |                        |                        |                        | Goud                      | Weg                       |                           |
| 2021 | Goud          |               |               |               |                        |                        |                        |                           |                           |                           |
| 2022 |               |               |               | Brons         |                        |                        |                        |                           |                           |                           |
| 2023 | Goud          | Weg           |               |               |                        |                        |                        |                           | Weg                       |                           |
| 2024 | Goud          | Weg           |               | Goud          |                        |                        |                        |                           |                           |                           |
| 2025 | Goud          |               |               |               |                        |                        |                        |                           |                           |                           |

#### Statistieken
| Jaar   |      | Veldrijden | Veldrijden | Veldrijden | Veldrijden | Wegwielrennen | Wegwielrennen | Wegwielrennen | Wegwielrennen | Mountainbiken | Mountainbiken | Mountainbiken | Mountainbiken | Gravelfietsen | Gravelfietsen | Gravelfietsen | Gravelfietsen |       | Totaal | Totaal | Totaal | Totaal |
| ------ | ---- | ---------- | ---------- | ---------- | ---------- | ------------- | ------------- | ------------- | ------------- | ------------- | ------------- | ------------- | ------------- | ------------- | ------------- | ------------- | ------------- | ----- | ------ | ------ | ------ | ------ |
| Jaar   | Wed. | Goud       | Zilver     | Brons      | Wed.       | Goud          | Zilver        | Brons         | Wed.          | Goud          | Zilver        | Brons         | Wed.          | Goud          | Zilver        | Brons         | Wed.          | Goud  | Zilver | Brons  |        |        |
| 2013   |      | 2          | 0          | 2          | 0          | 0             | —             | —             | —             | 0             | —             | —             | —             | 0             | —             | —             | —             |       | 2      | 0      | 2      | 0      |
| 2014   | 15   | 5          | 4          | 2          | 25         | 4             | 1             | 3             | 0             | —             | —             | —             | 0             | —             | —             | —             | 40            | 9     | 5      | 5      |        |        |
| 2015   | 21   | 11         | 3          | 1          | 19         | 0             | 1             | 0             | 0             | —             | —             | —             | 0             | —             | —             | —             | 40            | 11    | 4      | 1      |        |        |
| 2016   | 32   | 21         | 3          | 0          | 7          | 0             | 0             | 0             | 10            | 2             | 0             | 1             | 0             | —             | —             | —             | 49            | 23    | 3      | 1      |        |        |
| 2017   | 38   | 29         | 5          | 2          | 21         | 5             | 2             | 3             | 9             | 3             | 2             | 0             | 0             | —             | —             | —             | 68            | 37    | 9      | 5      |        |        |
| 2018   | 33   | 30         | 0          | 1          | 15         | 6             | 3             | 0             | 18            | 8             | 2             | 4             | 0             | —             | —             | —             | 66            | 44    | 5      | 5      |        |        |
| 2019   | 29   | 28         | 0          | 1          | 35         | 11            | 2             | 0             | 16            | 14            | 1             | 0             | 0             | —             | —             | —             | 80            | 53    | 3      | 1      |        |        |
| 2020   | 16   | 13         | 3          | 0          | 33         | 5             | 1             | 2             | 0             | —             | —             | —             | 0             | —             | —             | —             | 49            | 18    | 4      | 2      |        |        |
| 2021   | 8    | 5          | 2          | 0          | 38         | 8             | 2             | 2             | 5             | 2             | 1             | 0             | 0             | —             | —             | —             | 51            | 15    | 5      | 2      |        |        |
| 2022   | 9    | 3          | 3          | 1          | 49         | 5             | 2             | 2             | 0             | —             | —             | —             | 1             | 0             | 0             | 1             | 59            | 8     | 5      | 4      |        |        |
| 2023   | 13   | 11         | 2          | 0          | 49         | 6             | 3             | 1             | 2             | 0             | 0             | 0             | 0             | —             | —             | —             | 64            | 17    | 5      | 1      |        |        |
| 2024   | 12   | 11         | 0          | 0          | 43         | 4             | 4             | 2             | 0             | —             | —             | —             | 1             | 1             | 0             | 0             | 56            | 16    | 4      | 2      |        |        |
| 2025   | 3    | 3          | 0          | 0          | 38         | 5             | 2             | 5             | 1             | 0             | 0             | 0             | 0             | —             | —             | —             | 42            | 8     | 2      | 5      |        |        |
|        |      |            |            |            |            |               |               |               |               |               |               |               |               |               |               |               |               |       |        |        |        |        |
| Totaal |      | 231        | 170        | 27         | 8          | 372           | 59            | 23            | 20            | 61            | 29            | 6             | 5             | 2             | 1             | 0             | 1             |       | 666    | 259    | 56     | 34     |
| %      | 100  | 73,59      | 11,69      | 3,46       | 100        | 15,86         | 6,18          | 5,38          | 100           | 47,54         | 9,84          | 8,20          | 100           | 50,00         | 0,00          | 50,00         | 100           | 38,89 | 8,41   | 5,11   |        |        |

Bijgewerkt op 22 juli 2025

## Ploegen
- 2014 –  BKCP-Powerplus
- 2015 –  BKCP-Corendon
- 2016 –  Beobank-Corendon
- 2017 –  Beobank-Corendon
- 2018 –  Corendon-Circus
- 2019 –  Corendon-Circus
- 2020 –  Alpecin-Fenix
- 2021 –  Alpecin-Fenix
- 2022 –  Alpecin-Deceuninck
- 2023 –  Alpecin-Deceuninck
- 2024 –  Alpecin-Deceuninck
- 2025 –  Alpecin-Deceuninck

## Onderscheidingen
- Gerrie Knetemann Trofee: 2013
- Nederlands sporttalent van het jaar: 2013
- Koning Winter: 2015, 2017, 2018, 2019
- Flandrien van het veld: 2015, 2017, 2018
- Nederlands mountainbiker van het jaar: 2017, 2018, 2019, 2021
- Gerrit Schulte Trofee: 2019, 2020, 2023, 2024
- Nederlands sportman van het jaar: 2019, 2023
- Eddy Merckx Trofee: 2023
- Internationale Flandrien van het jaar: 2023

## Records

### Wereld

#### Veldrijden
- Eerste dubbele wereldkampioen veldrijden bij de junioren (2012 en 2013)
- Meeste eindzeges in de Wereldbeker veldrijden bij de junioren: 2 (2011–2012 en 2012–2013)
- Meeste eindzeges in de Superprestige veldrijden bij de junioren: 2 (2011–2012 en 2012–2013)
- Jongste winnaar in de Superprestige veldrijden ooit bij de elite mannen: 19 jaar en 228 dagen (Gieten 2014)
- Jongste winnaar in de Wereldbeker veldrijden ooit bij de elite mannen: 20 jaar en 6 dagen (Hoogerheide 2015)
- Jongste wereldkampioen veldrijden ooit bij de elite mannen: 20 jaar en 13 dagen (2015)
- Jongste eindwinnaar van de Superprestige veldrijden ooit: 20 jaar en 27 dagen (2014–2015)
- Eerste eindwinnaar van de Wereldbeker veldrijden ooit bij de junioren, beloften en elite (2011–2012, 2012–2013, 2013–2014 en 2017–2018)
- Eerste eindwinnaar van de Superprestige veldrijden ooit bij de junioren, beloften en elite (2011–2012, 2012–2013, 2013–2014, 2014–2015, 2016–2017, 2017–2018 en 2018–2019)
- Meeste overwinningen in één seizoen van de Trofee veldrijden bij de elite mannen: 7 (2017–2018 en 2018–2019)
- Meeste overwinningen in één seizoen van de Superprestige veldrijden: 8 (2018–2019), gedeeld met Sven Nys (2006–2007)
- Meeste UCI-overwinningen in één veldritseizoen: 32 (2018–2019)
- Meeste wereldtitels veldrijden bij de elite mannen: 7 (2015, 2019, 2020, 2021, 2023, 2024 en 2025), gedeeld met Erik De Vlaeminck (1966, 1968, 1969, 1970, 1971, 1972 en 1973)

#### Mountainbiken
- Eerste winnaar van de short-trackwedstrijd in de Wereldbeker mountainbike ooit bij de elite mannen (Albstadt 2018)
- Eerste winnaar van de short-track- en cross-countrywedstrijden in hetzelfde weekend van de Wereldbeker mountainbike ooit bij de elite mannen (Nové Město 2019)
- Meeste short-trackoverwinningen in één seizoen van de Wereldbeker mountainbike: 5 (2019), gedeeld met Christopher Blevins (2025)
- Meeste short-trackoverwinningen in de Wereldbeker mountainbike: 10

#### Ronde van Vlaanderen en Parijs-Roubaix
- Meeste overwinningen in de Ronde van Vlaanderen bij de elite mannen: 3 (2020, 2022 en 2024), gedeeld met Achiel Buysse (1940, 1941 en 1943), Fiorenzo Magni (1949, 1950 en 1951), Eric Leman (1970, 1972 en 1973), Johan Museeuw (1993, 1995 en 1998), Tom Boonen (2005, 2006 en 2012) en Fabian Cancellara (2010, 2013 en 2014)
- Meeste opeenvolgende podiumplaatsen in de Ronde van Vlaanderen: 6 (2020 tot en met 2025)
- Meeste opeenvolgende overwinningen in Parijs-Roubaix: 3 (2023 tot en met 2025), gedeeld met Octave Lapize (1909 tot en met 1911) en Francesco Moser (1978 tot en met 1980)
- Meeste opeenvolgende overwinningen in de Ronde van Vlaanderen en Parijs-Roubaix: 3 (Parijs-Roubaix 2023 tot en met Parijs-Roubaix 2024), gedeeld met Rik Van Looy (Parijs-Roubaix 1961 tot en met Parijs-Roubaix 1962), Tom Boonen (Ronde van Vlaanderen 2005 tot en met Ronde van Vlaanderen 2006) en Fabian Cancellara (Ronde van Vlaanderen 2013 tot en met Ronde van Vlaanderen 2014)
- Meeste opeenvolgende podiumplaatsen in de Ronde van Vlaanderen en Parijs-Roubaix: 6 (Ronde van Vlaanderen 2023 tot en met Parijs-Roubaix 2025)
- Meeste opeenvolgende top 10-plaatsen in de Ronde van Vlaanderen en Parijs-Roubaix: 11 (Ronde van Vlaanderen 2020 tot en met Parijs-Roubaix 2025)
- Meeste opeenvolgende jaren winnaar van de Ronde van Vlaanderen of Parijs-Roubaix: 4 (2022 tot en met 2025)
- Meeste jaren op het podium van de Ronde van Vlaanderen en Parijs-Roubaix: 4 (2021, 2023, 2024 en 2025), gedeeld met Eddy Merckx (1969, 1970, 1973 en 1975) en Fabian Cancellara (2010, 2011, 2013 en 2014)
- Meeste opeenvolgende jaren op het podium van de Ronde van Vlaanderen en Parijs-Roubaix: 3 (2023 tot en met 2025)
- Hoogste winstgemiddelde in de Ronde van Vlaanderen en Parijs-Roubaix ooit: 6 op 12
- Hoogste podiumgemiddelde in de Ronde van Vlaanderen en Parijs-Roubaix ooit: 10 op 12
- Hoogste top 10-gemiddelde in de Ronde van Vlaanderen en Parijs-Roubaix ooit: 12 op 12

#### Monumenten
- Eerste winnaar van Milaan-San Remo en Parijs-Roubaix ooit in meerdere jaren (2023 en 2025)
- Meeste jaren in de top 10 van Milaan-San Remo, de Ronde van Vlaanderen en Parijs-Roubaix: 5 (2021 tot en met 2025), gedeeld met Eddy Merckx (1967, 1969, 1970, 1972 en 1975)
- Meeste opeenvolgende jaren winnaar van meerdere Monumenten: 3 (2023 tot en met 2025), gedeeld met Eddy Merckx (1971 tot en met 1973) en Tadej Pogačar (2023 tot en met 2025)
- Meeste opeenvolgende top 10-plaatsen in deelgenomen Monumenten: 19
- Hoogste top 10-gemiddelde in Monumenten ooit: 20 op 21

#### Kampioenschappen
- Eerste wereldkampioen veldrijden en wereldkampioen op de weg ooit bij de junioren (2013)
- Eerste wereldkampioen veldrijden en wereldkampioen op de weg ooit bij de elite mannen (2023)
- Eerste wereldkampioen op de weg en wereldkampioen gravel ooit bij de elite mannen (2024)
- Eerste wereldkampioen gravel en wereldkampioen veldrijden ooit bij de elite mannen (2024)
- Eerste wereldkampioen in drie verschillende wielerdisciplines ooit bij de elite mannen (veldrijden, op de weg en gravel)
- Eerste medaillewinnaar op het WK in vier verschillende wielerdisciplines ooit bij de elite mannen (veldrijden, op de weg, mountainbike en gravel)
- Meeste medailles op het WK gravel: 2 (2022 en 2024), gedeeld met Florian Vermeersch (2023 en 2024)

#### Overige
- Jongste winnaar van de Ronde van Limburg ooit: 19 jaar en 147 dagen (2014)
- Meeste overwinningen in de Ronde van Limburg: 2 (2014 en 2018), gedeeld met Ernest Sterckx (1944 en 1955), Jozef Abelshausen (1972 en 1973) en Eric Vanderaerden (1985 en 1988)
- Meeste overwinningen in Dwars door Vlaanderen bij de elite mannen: 2 (2019 en 2022), gedeeld met André Rosseel (1948 en 1950), Raymond Impanis (1949 en 1951), Briek Schotte (1953 en 1955), Walter Godefroot (1966 en 1968), Daniel Van Ryckeghem (1967 en 1970), Walter Planckaert (1977 en 1984), Eric Vanderaerden (1986 en 1991), Jelle Nijdam (1987 en 1995), Johan Museeuw (1993 en 1999), Tristan Hoffman (1996 en 2000), Niko Eeckhout (2001 en 2005), Niki Terpstra (2012 en 2014) en Yves Lampaert (2017 en 2018)
- Eerste winnaar van Milaan-San Remo, Parijs-Roubaix en het WK op de weg ooit in hetzelfde jaar (2023)
- Eerste podiumbehaler van Milaan-San Remo, de Ronde van Vlaanderen, Parijs-Roubaix en medaillewinnaar op het WK op de weg ooit in hetzelfde jaar (2023)
- Eerste podiumbehaler van de Ronde van Vlaanderen, Parijs-Roubaix, Luik-Bastenaken-Luik en medaillewinnaar op het WK op de weg ooit in hetzelfde jaar (2024)
- Eerste podiumbehaler van drie Monumenten en medaillewinnaar op het WK op de weg ooit in twee opeenvolgende jaren (2023 en 2024)
- Minste aantal totale wedstrijddagen om een etappe te winnen en de gele trui en roze trui te bemachtigen in de Ronde van Frankrijk en Ronde van Italië: 3 (2021 en 2022)

### Europa
- Jongste Europees kampioen veldrijden ooit bij de junioren mannen: 16 jaar en 290 dagen (2011)
- Eerste dubbele Europees kampioen veldrijden bij de junioren (2011 en 2012)
- Eerste Europees kampioen veldrijden ooit bij de junioren en elite (2011, 2012, 2017, 2018 en 2019)
- Eerste wereldkampioen veldrijden en Europees kampioen veldrijden ooit bij de elite mannen (2017)
- Meeste Europese titels veldrijden bij de elite mannen: 3 (2017, 2018 en 2019)
- Meeste opeenvolgende medailles op het EK veldrijden bij de elite mannen: 4 (2016 tot en met 2019), gedeeld met Michael Vanthourenhout (2020 tot en met 2023)
- Eerste Europees kampioen veldrijden en Europees kampioen mountainbike ooit (2019)
- Eerste medaillewinnaar op het EK veldrijden, EK mountainbike en EK op de weg ooit (2019)

### Nederland
- Eerste Nederlands kampioen veldrijden en Nederlands kampioen tijdrijden ooit bij de nieuwelingen (2011)
- Eerste Nederlands kampioen veldrijden en Nederlands kampioen op de weg ooit bij de junioren (2013)
- Jongste Nederlands kampioen veldrijden ooit bij de elite mannen: 19 jaar en 357 dagen (2015)
- Nederlander met de meeste overwinningen in de Wereldbeker veldrijden: 43
- Nederlander met de meeste overwinningen in de Superprestige veldrijden: 32
- Nederlander met de meeste overwinningen in de Trofee veldrijden: 31
- Nederlander met de meeste eindoverwinningen in de Superprestige veldrijden: 4 (2014–2015, 2016–2017, 2017–2018 en 2018–2019), gedeeld met Hennie Stamsnijder (1982–1983, 1983–1984, 1986–1987 en 1988–1989)
- Eerste Nederlander met een eindoverwinning in de Trofee veldrijden ooit bij de elite mannen (2017–2018 en 2018–2019)
- Nederlander met de meeste UCI-veldritoverwinningen: 170
- Eerste Nederlandse winnaar van de Boucles de la Mayenne ooit (2017 en 2018)
- Eerste Nederlandse winnaar van de Antwerp Port Epic ooit (2021)
- Eerste Nederlandse winnaar van de Strade Bianche ooit bij de elite mannen (2021)
- Nederlander met de meeste overwinningen in Milaan-San Remo: 2 (2023 en 2025)
- Nederlander met de meeste overwinningen in Parijs-Roubaix: 3 (2023, 2024 en 2025)
- Eerste Nederlandse winnaar van de Ronde van Vlaanderen en Parijs-Roubaix ooit in hetzelfde jaar (2024)
- Eerste Nederlandse winnaar van de twee Nederlandse World Tour-wedstrijden, de Amstel Gold Race en Benelux Tour, ooit bij de elite mannen (2019 en 2020)
- Eerste Nederlands kampioen veldrijden, Nederlands kampioen op de weg en Nederlands kampioen mountainbike ooit (2018)
- Eerste Nederlandse wereldkampioen gravel ooit (2024)
- Nederlander met de meeste overwinningen in Monumenten: 8
- Nederlander met de meeste podiumplaatsen in Monumenten: 14
- Nederlander met het minste aantal wedstrijddagen om een etappe te winnen en de gele trui te bemachtigen in de Ronde van Frankrijk: 2 (2021)
- Nederlander met het minste aantal wedstrijddagen om een etappe te winnen en de roze trui te bemachtigen in de Ronde van Italië: 1 (2022), gedeeld met Wim van Est (1953) en Tom Dumoulin (2016)

### Familie

#### MetDavid van der Poel
- Eerste broers ooit die allebei Nederlands kampioen veldrijden zijn bij de junioren (2010 en 2012, 2013)
- Eerste broers ooit die allebei eindwinnaar zijn van de Superprestige veldrijden bij de junioren (2009–2010 en 2011–2012, 2012–2013)
- Eerste broers ooit die allebei eindwinnaar zijn van de Wereldbeker veldrijden bij de junioren (2009–2010 en 2011–2012, 2012–2013)
- Eerste broers ooit die allebei Nederlands kampioen veldrijden zijn bij de beloften (2013 en 2014)

#### MetAdrie van der Poel

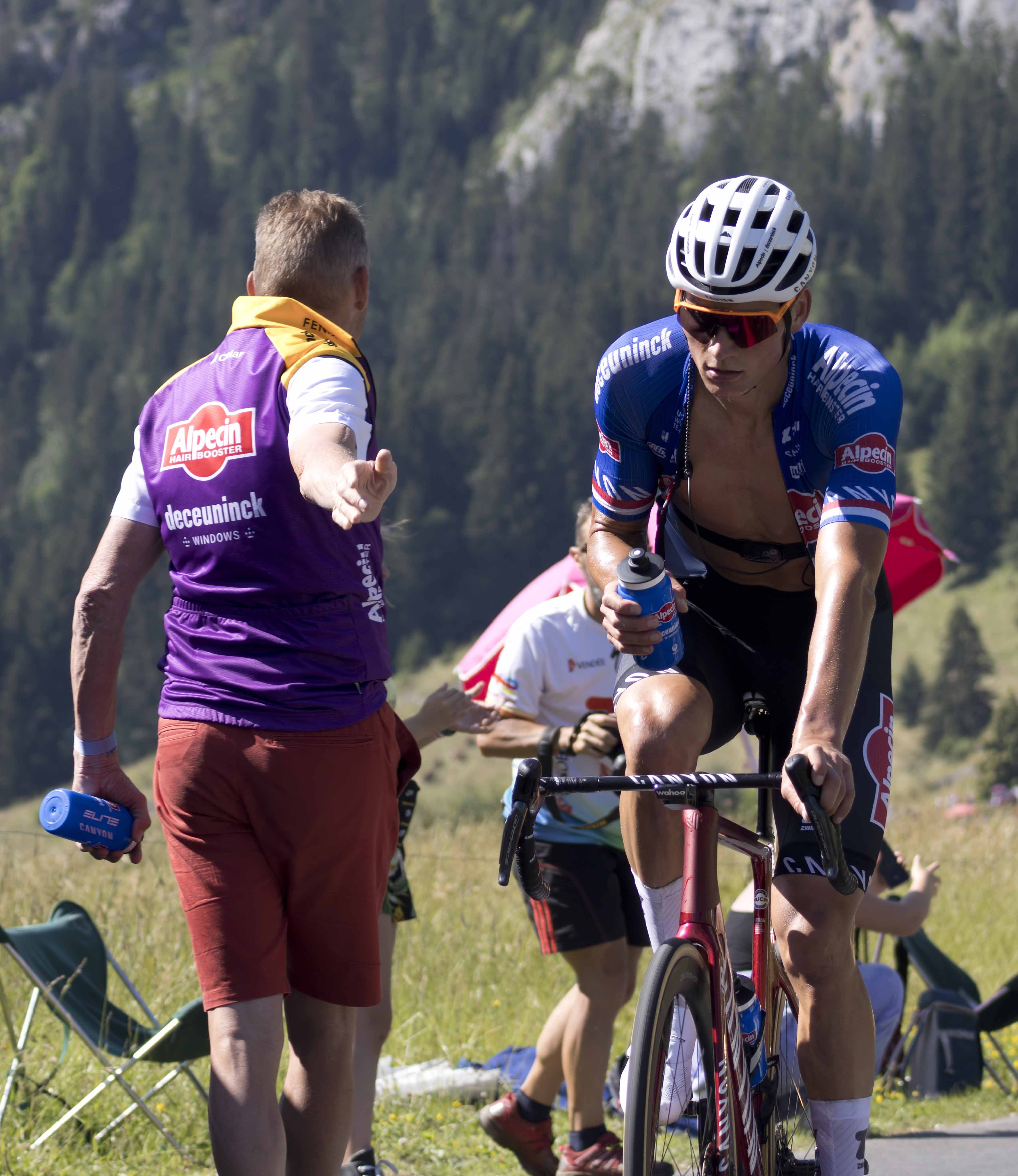
Vader Adrie geeft een drinkbus aan zoon Mathieu tijdens de Ronde van Frankrijk 2023

- Eerste vader en zoon ooit die allebei meervoudig Nederlands kampioen veldrijden zijn (1989, 1990, 1991, 1992, 1995, 1999 en 2015 tot en met 2020)
- Eerste vader en zoon ooit die allebei wereldkampioen veldrijden zijn (1996 en 2015, 2019, 2020, 2021, 2023, 2024, 2025)
- Eerste vader en zoon ooit die allebei eindwinnaar zijn van de Wereldbeker veldrijden (1996–1997 en 2017–2018)
- Eerste vader en zoon ooit die allebei eindwinnaar zijn van de Superprestige veldrijden (1996–1997 en 2014–2015, 2016–2017, 2017–2018, 2018–2019)
- Eerste vader en zoon ooit die allebei winnaar zijn van de Ronde van Vlaanderen (1986 en 2020, 2022, 2024)
- Eerste vader en zoon ooit die allebei podiumplaatsen behalen in Parijs-Roubaix (1986 en 2021, 2023, 2024, 2025)
- Eerste vader en zoon ooit die allebei winnaar zijn van de Brabantse Pijl (1985 en 2019)
- Eerste vader en zoon ooit die allebei winnaar zijn van de Amstel Gold Race (1990 en 2019)
- Eerste vader en zoon ooit die allebei podiumplaatsen behalen in Luik-Bastenaken-Luik (1986, 1988 en 2024)
- Eerste vader en zoon ooit die allebei Nederlands kampioen op de weg zijn (1987 en 2018, 2020)
- Eerste vader en zoon ooit die allebei de gele trui bemachtigen (1984 en 2021, 2025)
- Eerste vader en zoon ooit die allebei medailles behalen op het WK op de weg (1983 en 2023, 2024)

#### MetRaymond Poulidor
- Eerste grootvader en kleinzoon ooit die allebei winnaar zijn van Milaan-San Remo (1961 en 2023, 2025)
- Eerste grootvader en kleinzoon ooit die allebei podiumplaatsen behalen in Luik-Bastenaken-Luik (1968 en 2024)
- Eerste grootvader en kleinzoon ooit die allebei nationaal kampioen op de weg zijn (1961 en 2018, 2020)
- Eerste grootvader en kleinzoon ooit die allebei een etappe winnen in de Ronde van Frankrijk (1962, 1964, 1965, 1966, 1967, 1974 en 2021, 2025)
- Eerste grootvader en kleinzoon ooit die allebei medailles behalen op het WK op de weg (1961, 1964, 1966, 1974 en 2023, 2024)

## Privéleven
Sinds 2018 heeft Van der Poel een relatie met de Belgische Roxanne Bertels. Ze wonen in de zomermaanden grotendeels samen in 's-Gravenwezel en in de wintermaanden in het Spaanse Moraira aan de Costa Blanca. In 2021 beoogde Van der Poel, die een geoefend speler van de computergame Fortnite was, zich te kwalificeren voor het WK Fortnite. Dat vond uiteindelijk vanwege de coronapandemie geen doorgang. Later werd hij fanatiek in het golfen. Naar verluidt speelt hij met een handicap van 13. In april 2023 werd Van der Poel ambassadeur van Lamborghini Antwerpen. Hij heeft een passie voor sportwagens. Ook wordt hij gesponsord door het horlogemerk Richard Mille en het privéjet-bedrijf Flying Group, waar veel kritiek op kwam. In een reactie op sociale media antwoordde hij: "Ik begrijp de zorgen over het milieu en ik respecteer ieders stem. Tegelijkertijd is de manier waarop ik reis belangrijk voor mijn sport en carrière. Ontspannen vliegen, met minder stress en blootstelling, helpt me gefocust en gezond te blijven."

## Trivia
- In de zomer van 2019 kreeg Van der Poel een straat naar zich vernoemd in Berg en Terblijt; de Oeveregrubbe werd de Mathieu van der Poel Allee. Deze straat bevond zich in de slotkilometers van de Amstel Gold Race 2019, waar hij met een groep in het wiel aan zijn achtervolging begon om uiteindelijk de sprint te winnen.[41]
- In aanloop naar het wereldkampioenschap wielrennen van 2019 bracht een groep muzikanten uit Overijssel onder de naam Volle Bak een zelfgemaakt lied uit voor Van der Poel op de melodie van Twisting by the Pool van Dire Straits.[42] Ook Leo Alkemade bracht een ode aan Van der Poel met het nummer Van een andere planeet over zijn wereldtitel in Glasgow.[43]
- In het voorjaar van 2020 won Van der Poel het VIER-programma De Container Cup, waarbij een alternatieve zevenkamp moest afgelegd worden in een zeecontainer. Uit 32 topsporters en 10 bekende Vlamingen zette hij veruit de beste tijd neer. Greg Van Avermaet werd tweede op een halve minuut en Oliver Naesen vervolledigde het podium.[44]
- Als renner van een pro-continentaal team wist Van der Poel in zijn eerste zeven gereden World Tour-etappekoersen minstens één zege te boeken. Achtereenvolgens waren dat de Tirreno-Adriatico 2020, de BinckBank Tour 2020, de Ronde van de Verenigde Arabische Emiraten 2021, de Tirreno-Adriatico 2021, de Ronde van Zwitserland 2021, de Ronde van Frankrijk 2021 en de Ronde van Italië 2022. Behalve in beide Tirreno-Adriatico's droeg hij in deze rondes ook de leiderstruien.
- Na het hotelincident met de tienermeisjes die Van der Poel uit zijn slaap hielden aan de vooravond van het WK op de weg in 2022 in Australië werd het Novotel Brighton-Le-Sands overspoeld met negatieve recensies door veel Nederlandse wielerfans.[45]
- Samen met Greg LeMond en Remco Evenepoel behoort Van der Poel sinds 2023 tot het selecte gezelschap van renners dat het WK wegwielrennen wist te winnen bij zowel de junioren als de elite. Waar er bij LeMond en Evenepoel slechts vier jaar tussen beide titels zat, moest Van der Poel er tien jaar op wachten.
- In navolging van onder andere 'de vuistslag' van Richard Groenendaal en 'de karatetrap' van Bart Wellens liet ook Van der Poel zijn frustraties de vrije loop tegen bepaalde toeschouwers door naar hen te spugen in de laatste ronde van de Vestingcross in 2023. De groep zou hem uitgescholden hebben en bekogeld met bier en naar verluidt ook urine.[46]
- Tijdens Parijs-Roubaix 2024 kreeg Van der Poel te maken met een 'petjesgooier'; op de kasseistrook van Mérignies naar Avelin belandde een koerspetje van een Oost-Vlaamse vrouw bijna tussen de spaken van zijn achterwiel.[47] In Parijs-Roubaix 2025 kreeg Van der Poel te maken met een 'bidongooier'; op een van de andere kasseistroken in de finale van de koers belandde een gevulde bidon geworpen door een West-Vlaamse man op zijn gezicht.[48]
- In het veldrijden zijn er enkele terugkerende omlopen waar Van der Poel doorheen al zijn deelnames ongeslagen is, zoals de veldritten in Gieten (10x sinds de nieuwelingen, inclusief een Nederlandse titel), Tábor (8x sinds de junioren, inclusief twee wereldtitels en een Europese titel) en Hulst (6x bij de elite). De meeste overwinningen boekte hij echter in Diegem, waar Van der Poel sinds 2009 maar liefst 11x wist te winnen. Enkel in de editie van 2022 was hij te kloppen en eindigde hij derde.
- De familie Poulidor-Van der Poel reed bij elkaar opgeteld in 127 Monumenten (Raymond Poulidor 51, Adrie van der Poel 55 en Mathieu van der Poel 21) en nooit zijn ze afgestapt. In Parijs-Roubaix 1966 werd Poulidor wel gediskwalificeerd vanwege een illegale fietswissel, na als 17e te zijn geëindigd.[49] Ze haalden tevens alle drie top 10-plaatsen in de vijf verschillende Monumenten.